# Cause della prima guerra mondiale
Questa pagina raccoglie tutte le cause della prima guerra mondiale, quindi gli eventi della politica estera tra le potenze continentali che condussero all'esplosione della prima guerra mondiale nel luglio del 1914. Cronologicamente, gli eventi qui riportati vanno circa dagli anni '70 dell'Ottocento agli anni '10 del Novecento.

## Premessa
L'articolo 231 del trattato di Versailles riconosce la Germania come "responsabile, per esserne stata la causa, di tutte le perdite e di tutti i danni subiti dai governi alleati e associati e dai loro nazionali in conseguenza della guerra loro imposta dalla aggressione della Germania e dei suoi alleati". Le potenze alleate, dunque, attribuivano ogni responsabilità alle mire espansionistiche e alla politica tedesca degli ultimi decenni. Nonostante la questione abbia generato numerosi dibattiti tra gli studiosi, è indubitabile che la sconsiderata diplomazia condotta dal Kaiser Guglielmo II e dai suoi funzionari abbia rapidamente sconvolto l'equilibrio che il cancelliere Otto von Bismarck aveva cercato di instaurare tra le potenze europee, contribuendo in tal modo alla creazione delle due fazioni contrapposte degli Alleati e degli Imperi centrali. Nella esposizione che segue si prenderà quindi in considerazione la politica condotta dalla Germania a partire dalla sua unificazione quale filo conduttore delle cause che porteranno alla prima guerra mondiale.

## La situazione europea (1871-1914)

### La Germania di Bismarck (1871-1890)
L'attentato di Sarajevo e la successiva Crisi di luglio furono gli eventi che concretamente provocarono lo scoppio della prima guerra mondiale: dopo un mese di complicate, e in parte ancora controverse, schermaglie diplomatiche, le grandi potenze europee entrarono in guerra tra loro dando inizio a un conflitto di dimensioni mai viste.
Secondo il gran numero di studiosi che si sono occupati di questa cruciale fase storica, tuttavia, le cause reali della guerra risalgono ad almeno 40 anni prima degli avvenimenti del luglio 1914, ovvero a quando il cancelliere del Reich Otto von Bismarck costruì il suo complesso sistema di alleanze che avrebbe dovuto mettere al sicuro il neonato Impero tedesco ponendolo alla stessa altezza delle altre grandi potenze europee.

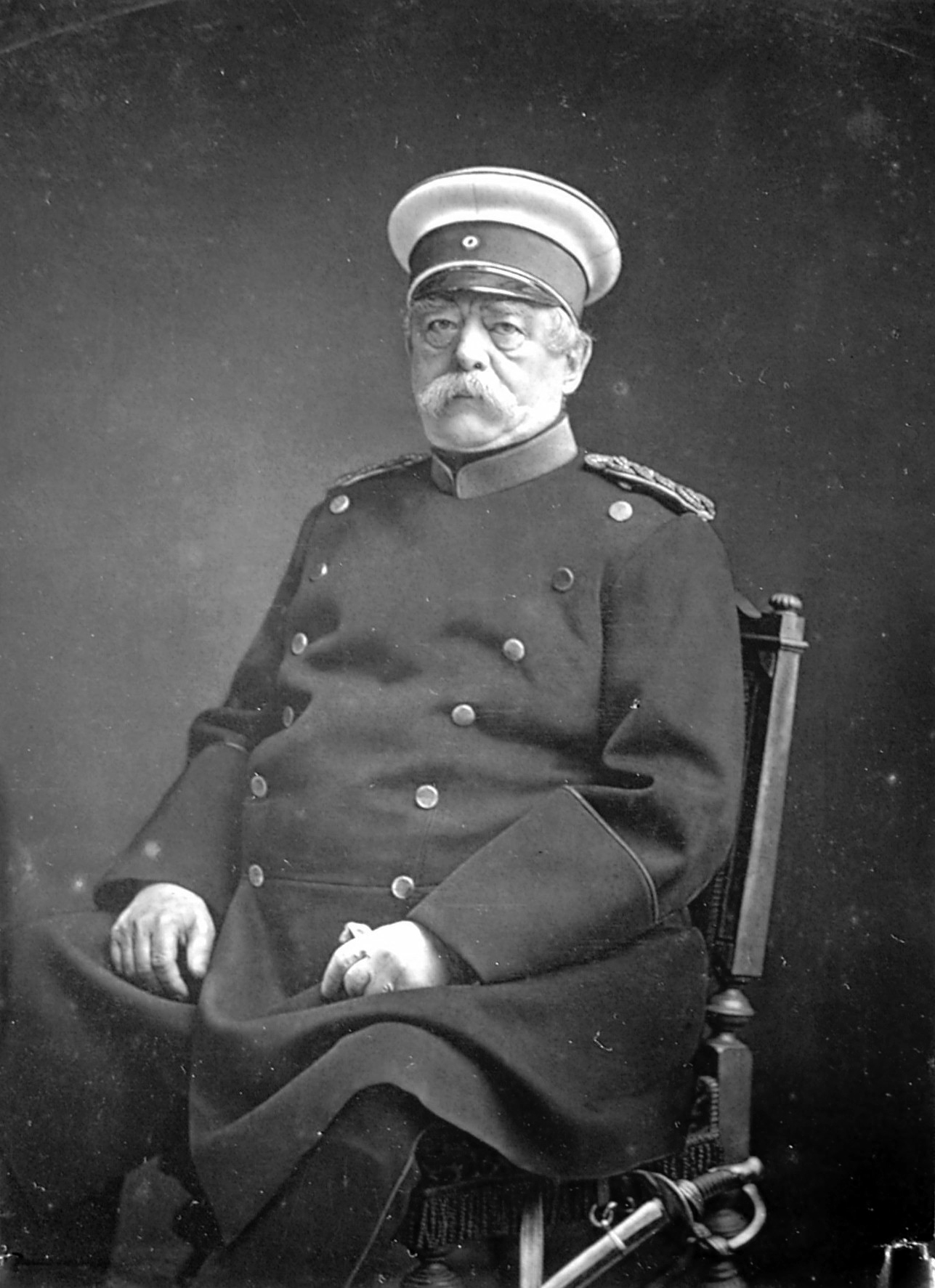
Il Cancelliere tedesco Otto von Bismarck

L'opera di Bismarck, infatti, non aveva alcuna intenzione offensiva o espansionistica, ma, al contrario, mirava al consolidamento dei rapporti diplomatici con gli altri paesi europei. Egli stesso aveva definito la Germania uno stato "saturo" che, dopo la vittoriosa guerra franco-prussiana, aveva finalmente messo a tacere lo scomodo vicino francese che gli aveva ceduto l'Alsazia e buona parte della Lorena. A questo punto il primo obiettivo di Bismarck sarebbe consistito nel far rimanere la Francia in uno stato di permanente incapacità, scongiurando una possibile guerra di rivincita. Il cancelliere raggiunse lo scopo cercando di isolare completamente la repubblica privandola di amici e sostenitori e quindi diresse i propri interessi verso le nazioni dell'Est: l'Impero russo e l'Impero austro-ungarico, assicurando al contempo la fine di pericolose tensioni nei Balcani. Se il progetto non venne ostacolato dall'Austria, con la quale la Germania stipulò un'alleanza difensiva nel 1879, l'attrito con il primo ministro russo Gorčakov e le conseguenze della vittoria russa nella guerra russo-turca del 1877, resero difficili le trattative con l'impero zarista. La situazione si stabilizzò temporaneamente con la nascita dell'Alleanza dei tre imperatori del 1881 fra Germania, Russia e Austria sulla questione dei Balcani. Nel 1887 il legame mutò con il trattato di controassicurazione, che assicurava la neutralità di Germania e Russia nel caso che uno dei due si fosse trovato in guerra con una terza potenza.
Nel 1882 l'Italia confluì nell'alleanza tra Germania e Austria. I due imperi centrali si assicurarono così un alleato per un possibile conflitto con la Francia. Nacque in questo modo il primo ampio blocco politico europeo, la Triplice alleanza, sotto la cui protezione l'anno seguente si posero anche i regni di Romania, Serbia (tramite l'Austria) e Spagna (tramite l'Italia).
Riguardo ai rapporti col Regno Unito, Bismarck tendeva semplicemente a evitare che stringesse un'alleanza con Francia e Russia. Finché durò il governo liberale di Gladstone, Bismarck continuò a mantenere le distanze dal paese, al quale si riavvicinò con il ritorno del partito conservatore di Lord Salisbury, proponendo un'alleanza formale, inizialmente accolta con soddisfazione ma poi rifiutata, temendo che tale impegno internazionale potesse legare le mani al paese.

### La politica di Guglielmo II
Nel 1888, alla morte di Guglielmo I, salì al trono il figlio, Federico III, il cui regno durò appena 99 giorni, al quale successe il giovane Guglielmo II. Questi, infastidito dall'imponente e ingombrante tutela del Cancelliere, lo spinse alle dimissioni il 20 marzo 1890, creandosi tutto lo spazio necessario per mettere in pratica le proprie idee politiche.

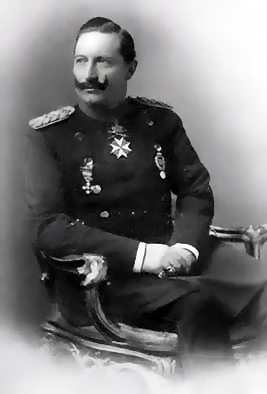
Il kaiser Guglielmo II

Ben lontano dall'atteggiamento filo-russo di Bismarck, si rifiutò di rinnovare il trattato di controassicurazione e di conseguenza lo zar Alessandro III concluse nel 1891 un accordo con la Francia, a norma del quale entrambe le parti si sarebbero impegnate a soccorrere l'altra in caso di aggressione. La clausola, che stabiliva che una mobilitazione da parte delle nazioni della Triplice alleanza avrebbe portato alla dichiarazione di guerra da parte di Francia e Russia, rese ormai palese la presenza di un secondo, seppur poco solido, blocco politico europeo.
In linea con la politica bismarckiana, anche Guglielmo II continuò a mantenere amichevoli rapporti col Regno Unito, che, però, furono presto forzati dalla politica espansionistica in campo commerciale del Kaiser, che entrò facilmente in attrito con gli interessi britannici. Il primo caso riguardò la Turchia, territorio in cui la Germania espandeva i propri commerci ampliando la rete ferroviaria che la collegava alle zone orientali. Lord Edward Grey riferisce che nel 1892 "da Berlino arrivò improvvisamente una specie di ultimatum con il quale ci si chiedeva di smettere di contendere" ai tedeschi "le concessioni ferroviarie in Turchia".
Il secondo episodio di contrasto riguardò la disastrosa operazione armata britannica contro la Repubblica del Transvaal del presidente Paul Kruger, ricordata come il Jameson Raid. Il 3 gennaio del 1896, successivamente a una riunione del gabinetto, il Kaiser decise di inviare un telegramma di solidarietà a Kruger, in cui sembrava negare la sovranità albionica sul Transvaal. La situazione era giunta a una tensione tale che Guglielmo II propose a Francia e Russia di creare una lega contro l'Impero Britannico. Il progetto ben presto fu lasciato per molteplici motivi: innanzitutto i due paesi interpellati risposero negativamente, ma soprattutto la Germania si accorse di non avere alcuna probabilità di successo sul regno albionico finché non avesse avuto a propria disposizione una flotta tale da fronteggiare la temibile marina britannica. Risale proprio a questo periodo la ferrea intenzione del Kaiser di rivoluzionare la marina tedesca affidando l'operazione all'ammiraglio Alfred von Tirpitz.

Nonostante i numerosi contrasti, nel 1898 il governo britannico propose alla Germania quell'alleanza a lungo ricercata da Bismarck durante il suo governo. In quest'occasione, però, furono i tedeschi a rigettare gli insistenti tentativi di Chamberlain, comprendendo l'utilità della Germania nel proteggere l'isola dall'Impero zarista. In questo modo il Kaiser e l'allora cancelliere Bernhard von Bülow si sentivano completamente a loro agio, sicuri che la Gran Bretagna non avrebbe mai rivolto la propria attenzione verso la Duplice Alleanza. In realtà si sbagliarono nel sottovalutare l'ammonimento di Chamberlain che nel 1898 e nel 1901 aveva affermato: 

### La Triplice intesa
Dopo anni in cui la Germania pareva dirigere le sorti d'Europa, intorno al 1902 le altre potenze, sempre più urtate dall'arroganza tedesca, cominciarono a intraprendere trattative più o meno segrete per regolare i loro rapporti a proposito delle colonie, estromettendo la Germania. Il primo patto in tal senso venne stipulato il 30 gennaio 1902 tra Gran Bretagna e Giappone, alleanza che porterà indirettamente lo stato giapponese in guerra con la Russia. Questa trattativa diplomatica fu la prima a decretare la fine dello "splendido isolamento" e l'avvicinamento alla nascita di un nuovo e solido blocco politico europeo. 

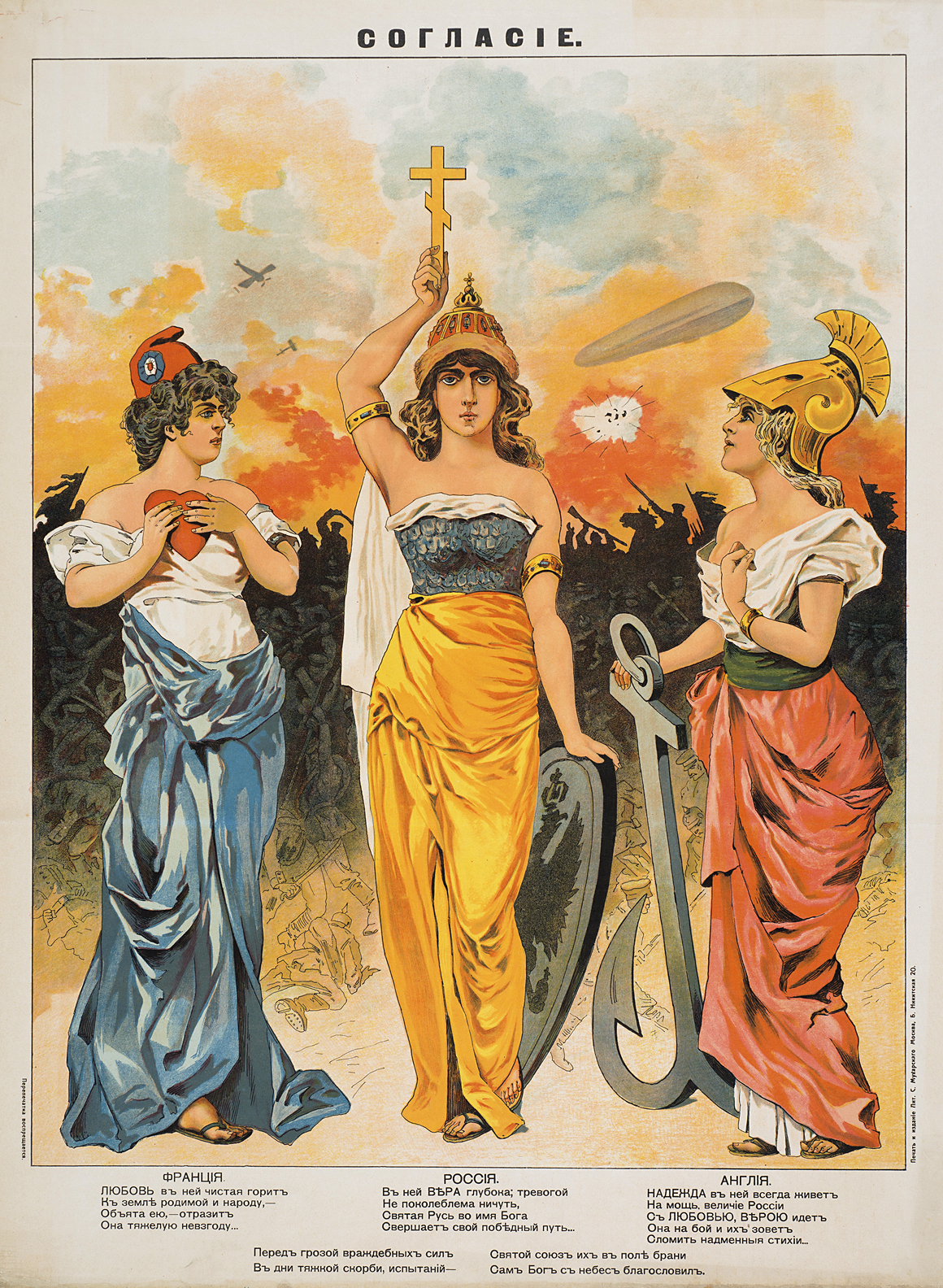
Locandina russa del 1914 che rappresenta la Triplice Intesa con Marianne, la Madre Russia e Britannia

Nello stesso anno, erano cominciate le prime trattative segrete tra Francia e Italia, che avrebbero preparato quest'ultima alla guerra italo-turca combattuta tra il 1911 e il 1912. In tale modo l'Italia aveva intrapreso un doppio gioco diplomatico: se da una parte nell'autunno del 1902 rinnovava la Triplice Alleanza con Germania e Austria, dall'altra assicurava alla Francia la neutralità nel caso in cui i suoi alleati le avessero dichiarato guerra.
Più grave per il Reich fu la stipulazione anglo-francese del 1904 della Entente cordiale, in cui le due parti riconoscevano le loro sfere d'influenza coloniale. Pur non menzionando questioni di politica europea, il patto fu un duro colpo per la Germania, che, pur mantenendo una facciata di indifferenza, capiva di perdere importanza nelle questioni d'oltremare.
Improvvisamente la diplomazia tedesca, avendo capito di essere passata in una posizione di svantaggio, riprese in mano la situazione rivolgendosi insistentemente verso la Russia nella speranza di un'alleanza, che avrebbe compreso anche la Francia, per "stroncare l'arroganza e l'insolenza inglese e giapponese". Il 21 ottobre del 1904 nel Mare del Nord (a Dogger Bank) una flotta russa aveva affondato dei pescherecci britannici, scambiandoli per unità giapponesi a causa della fitta nebbia. L'incidente aveva acuito talmente le tensioni tra Russia e Gran Bretagna da portarle sull'orlo della guerra. Fortunatamente lo Zar non tardò a inviare un messaggio di rincrescimento al governo britannico, che smorzò in tempo la tensione. La Germania, allora, spingendo sull'irritazione di Nicola II, che aveva dovuto sottostare a questa umiliazione, tentò di convincerlo a un patto. Ma i risultati non furono quelli sperati, siccome la Francia non sembrava intenzionata all'alleanza e la Russia non fece nulla per convincerla.
Un altro tentativo di ingraziarsi Russia e Francia venne avanzato dallo stesso Kaiser cercando di far leva sul rapporto affettivo che lo legava allo Zar. Mentre si trovava a bordo del panfilo privato di Nicola II nei pressi dell'isoletta di Väddö och Björkö, Guglielmo II gli fece firmare un trattato che avrebbe concluso un'alleanza difensiva tra le due nazioni. Ben presto l'inconciliabilità di questo patto con l'alleanza franco-russa rese il trattato di Björkö praticamente senza valore, concludendo con insuccesso l'ultimo esempio di diplomazia personale e autocratica della storia d'Europa.
Fu nel gennaio del 1906, nell'ambito della conferenza internazionale tenuta ad Algeciras che avrebbe trattato la questione dell'influenza francese sul Marocco, che l'ambiguità della diplomazia tedesca venne completamente alla luce ponendo il Reich in una situazione di completo isolamento, solo in parte alleviato dall'appoggio incondizionato dell'Austria-Ungheria.
Seppure non ufficialmente dichiarato, nel 1907 in Europa era ormai evidente la presenza di due blocchi politici distinti e rivali. Il primo sintomo palese di questo cambiamento è rappresentato dal patto che nell'agosto la Gran Bretagna stipulò con il paese con cui era legata da tradizionale antipatia: la Russia. Nonostante l'accordo prendesse in considerazione i territori coloniali dei due imperi in Asia, era immediatamente apparso agli occhi della Germania come la prima mossa di un'operazione di accerchiamento. In questo modo si era creata la seconda fazione protagonista della prima guerra mondiale, formata da Gran Bretagna, Russia e Francia: la Triplice intesa.

### Le crisi marocchine

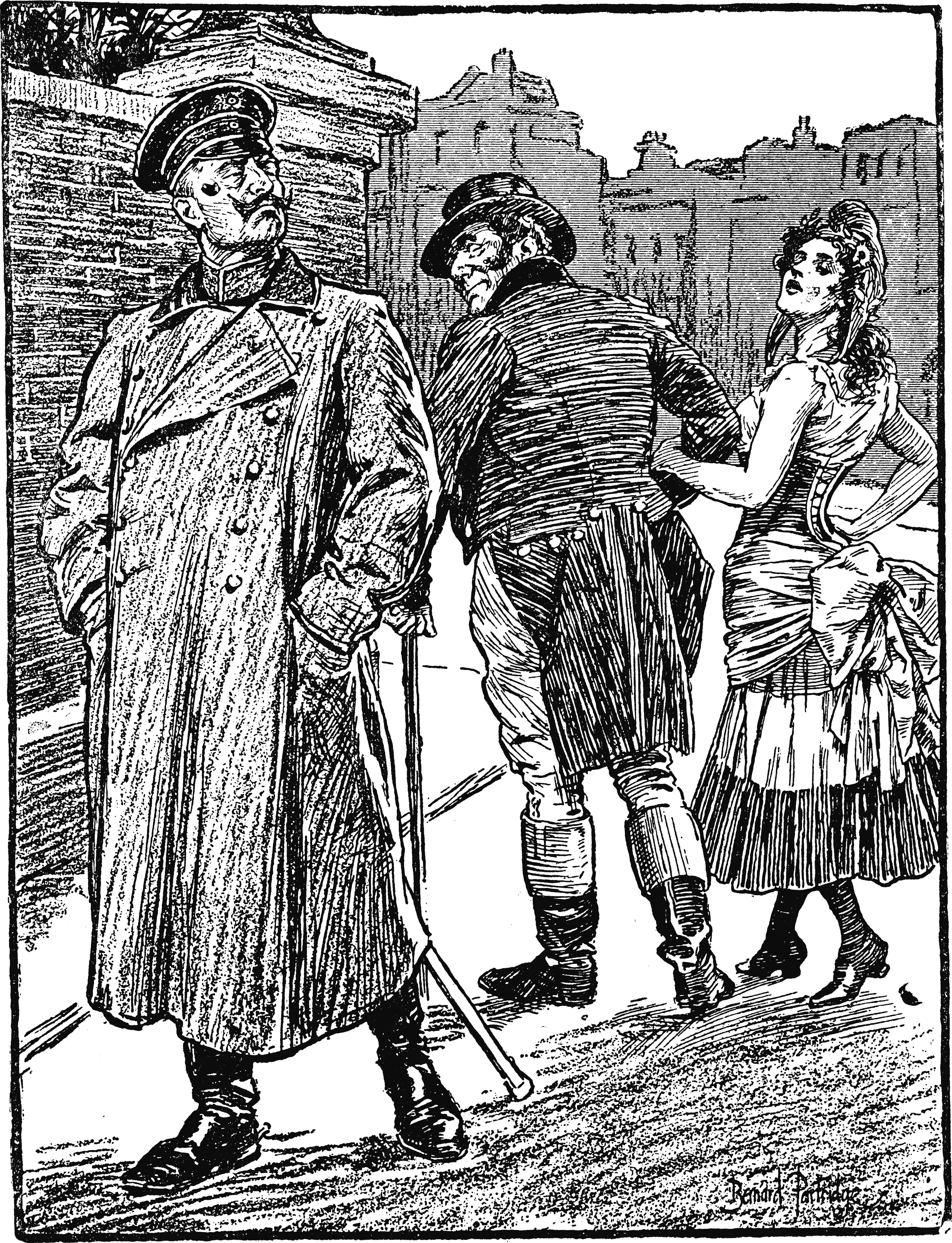
Una vignetta sull'Entente cordiale che mostra il Regno Unito (John Bull) e la Francia (Marianne) che si allontanano a braccetto abbandonando un Kaiser indispettito

In base all'Entente Cordiale, stipulata nel marzo del 1904, Francia e Gran Bretagna, in reazione al riarmo navale tedesco, si riavvicinarono, appoggiando le rispettive politiche coloniali in Africa settentrionale. In questo modo, con l'avallo della Gran Bretagna, la Francia ottenne l'influenza su buona parte del Marocco, zona interessante per i commerci.
Nel marzo del 1905 il Kaiser, in crociera nel Mar Mediterraneo, venne convinto dal suo ministero degli esteri a tenere un discorso a Tangeri, in cui definiva il Marocco uno stato indipendente, nella speranza di seminare zizzania e di far scoppiare una crisi tra Francia, Marocco e Gran Bretagna. In effetti la crisi ci fu, ma invece di indebolire i rapporti tra i due paesi ai lati della Manica, li rese ancora più saldi. Con la conferenza di Algeciras, tenuta tra il gennaio e l'aprile del 1906 per scongiurare una guerra franco-tedesca, fu evidente la sconfitta diplomatica subita dalla Germania, che ora si trovava sempre più isolata, appoggiata dalla sola Austria-Ungheria.
Un nuovo tentativo tedesco di rivendicare la propria influenza sul Marocco risale al 1911. Quando i francesi, col pretesto di nuove agitazioni, inviarono delle truppe a Fez, nella speranza di imporre il proprio protettorato sul paese, la Germania, con la scusa di proteggere i residenti tedeschi, compì un nuovo gesto dimostrativo, inviando nel porto di Agadir la cannoniera Panther, fiduciosi di ottenere dai francesi concessioni coloniali, se non nello stesso Marocco, nel Congo francese, il che effettivamente avvenne. Ma nuovamente il risultato fu di avvicinare Francia e Gran Bretagna e di evidenziare la poca sostanza dell'alleanza con l'impero austro-ungarico, che rifiutò persino il suo sostegno diplomatico.

### Le guerre balcaniche
Nel 1878 il congresso di Berlino concluse la guerra russo-turca (1877-1878) che era scoppiata a causa delle istanze autonomistiche di Bosnia-Erzegovina e Bulgaria ai danni dell'Impero ottomano. Al congresso furono riconosciuti come stati indipendenti (oltre alla Grecia, autonoma dal 1830) la Romania, la Serbia e il Montenegro. La Bulgaria, invece, venne divisa in tre parti: Bulgaria propriamente detta, principato tributario ottomano, la Rumelia orientale, provincia semiautonoma dell'Impero ottomano, e la Macedonia, dominio ottomano diretto. In questo modo la situazione nei Balcani sembrava stabile.
Segni di instabilità, tuttavia, cominciarono a segnalarsi in quegli stessi anni. Questi riguardavano non solo i rapporti tra le nuove nazioni della penisola, ma anche le pretese di controllo sull'area avanzate dalla Russia e dall'Austria-Ungheria. Quest'ultima, in particolare, pur non avendo partecipato militarmente alla crisi del 1875-1878, aveva ottenuto molteplici vantaggi, occupando la Bosnia-Erzegovina (diventata un suo protettorato) e ponendo sotto la propria sfera di influenza la Serbia. All'interno della penisola l'elemento di contrasto era invece rappresentato dalla Macedonia, contesa da Serbia e Bulgaria.
Nonostante i continui dissapori, l'equilibrio continuò a resistere per un trentennio, ovvero finché si mantenne un'intesa tra Russia e Austria-Ungheria. I primi segni di cedimento si segnalarono nel 1906 quando salirono al potere uomini ambiziosi e bellicosi tanto in Austria (Alois Lexa von Aehrenthal) quanto in Russia (Aleksandr Petrovič Izvol'skij). Nonostante un iniziale accordo che avrebbe consentito all'Austria la definitiva annessione della Bosnia-Erzegovina, in cambio del sostegno alla Russia nella rivendicazione della libera circolazione di navi russe nella regione degli stretti, i rapporti tra le due potenze si deteriorarono. Nel 1908 l'Austria compì l'annessione, ma non tenne fede al patto. La Russia, allora, cambiò strategia iniziando ad appoggiare apertamente la Bulgaria che nello stesso anno si era resa indipendente dal dominio ottomano approfittando del colpo di Stato dei Giovani Turchi. Nel 1909 le due grandi alleanze avevano preso posizione anche in merito alla questione balcanica: la Triplice Intesa si era schierata a favore di Serbia e Bulgaria, mentre la Triplice Alleanza a sostegno dell'impero ottomano.
Serbia e Bulgaria, d'altro canto, cominciarono a mettere da parte gli antichi screzi, pianificando un'azione comune contro la Turchia.

## La politica interna nelle principali nazioni belligeranti

### Conflitti etnici nell'Impero austro-ungarico

Composizione etnica della popolazione nell'Impero austro-ungarico in base al censimento del 1910

Nel 1866, durante il regno di Francesco Giuseppe, l'Impero austriaco venne sconfitto dalla Prussia e dall'Italia. In questo modo perse alcuni territori (tra cui il Veneto) e con essi tutta la sua influenza sulle regioni tedesche e italiane. Questo indebolimento si riversò anche negli affari di politica interna, rappresentati in particolar modo dal difficile rapporto con la nazione magiara. L'anno dopo venne concluso un compromesso tra Austria e Ungheria e, in seguito a lunghe trattative, venne firmato l'Ausgleich ("compensazione"), che avrebbe diviso lo stato asburgico in Cisleitania (Austria) e Transleitania (Ungheria): nasceva l'Impero austro-ungarico.
Pur politicamente uniti, i due regni, riguardo a questioni di politica interna, rappresentavano due entità separate. In base all'Ausgleich ogni dieci anni veniva deliberato un gran numero di decreti-legge in materia economica, politica e finanziaria, che dovevano regolare i rapporti tra le due parti dell'Impero ed essere approvati sia dalla camera ungherese sia dal consiglio imperiale. Con questo compromesso da una parte vennero quindi smorzate le pericolose tensioni interne tra popolazione austriaca e ungherese, ma dall'altra si creò una significativa divisione che spezzava in due la mastodontica struttura dell'Impero, eliminando la presenza di un unico parlamento centrale .
Gli immensi territori gestiti dagli Asburgo riunivano in sé un'infinità di etnie, spesso in contrasto con il governo centrale e che rivendicavano la propria autonomia. Talvolta, come nel caso degli italiani e dei serbi, le spinte autonomiste erano ancora più stimolate dall'esistenza di stati nazionali al di là dei confini dell'Impero. La situazione serba in particolare divenne sempre più problematica, soprattutto a partire dal 1908, allorquando l'Austria-Ungheria annetté ai propri territori la Bosnia-Erzegovina, che presentava una popolazione di soli serbocroati.

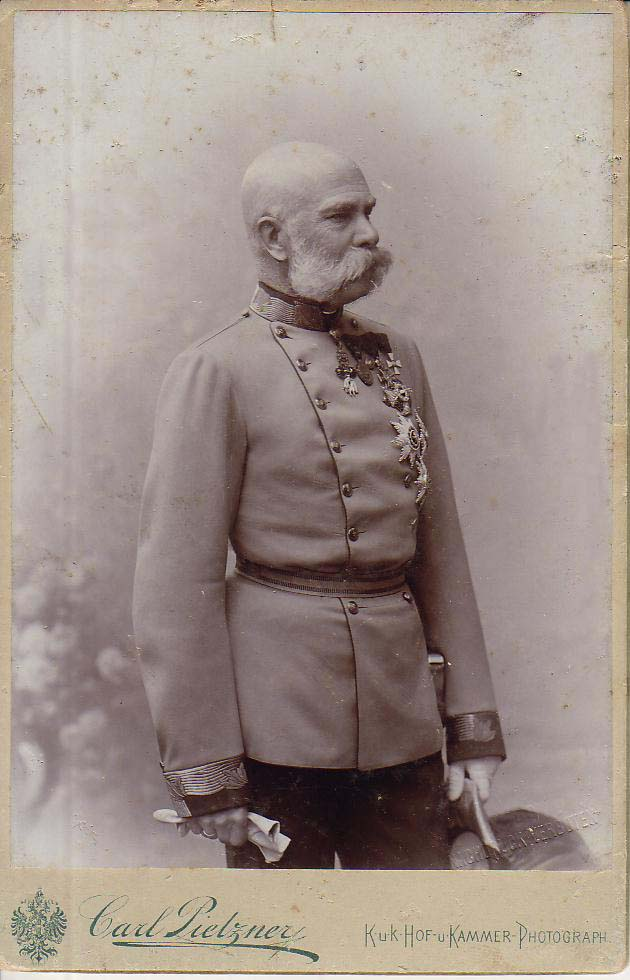
Francesco Giuseppe in una fotografia del 1885

Le varie popolazioni, pur essendo unite dallo stesso desiderio di autonomia, erano spesso in contrasto tra di loro, tanto che si sviluppò una forte convergenza tra nazionalità e stratificazione sociale: la nazionalità più numerosa, ma, soprattutto, più progredita a livello culturale, lo era anche a livello economico, occupando nelle aree urbane le posizioni di maggior rilievo politico e amministrativo; le altre, invece, prevalevano nelle campagne. Spesso le nazionalità di maggior rilievo seguivano una vera e propria politica di oppressione nei confronti delle rispettive minoranze nazionali.
In Austria le due popolazioni di maggiore rilievo erano quella ceca e quella tedesca. La prima continuò a rivendicare fino alla fine dell'Impero la propria autonomia, anelando alla ricostituzione del Regno di Boemia, come ai tempi di Venceslao, mentre l'altra sottolineò sempre il carattere tedesco della monarchia asburgica, considerandosi l'unico stato nazionale legittimo dell'Impero.
L'unico modo efficace per tenere a bada le spinte rivoluzionarie stava in un'energica amministrazione centrale, in grado di neutralizzarle facendo leva sugli antagonismi tra le nazionalità. Questa fu la linea politica adottata dal conte Eduard Taaffe, che dal 1879 al 1893 ricoprì la carica di primo ministro. Con la politica del pugno di ferro controllò rigidamente la stampa arrestando in tempo lo sviluppo di movimenti prima liberal-borghesi e poi social-democratici (1886).
I primi segnali di cedimento di questa fragile struttura cominciarono ad apparire nel 1890, in occasione dell'Ausgleich che affrontava il problematico rapporto tra le nazionalità ceca e tedesca. Taaffe trattò l'Ausgleich solo con i rappresentanti del partito conservatore dei Vecchi Cechi, molto meno radicale nelle questioni di nazionalità rispetto a quello dei Giovani Cechi guidato da Karel Kramář. Già nell'elezioni dell'anno successivo quest'ultimo riuscì a conquistare i tre quarti dei seggi del parlamento boemo rendendo i rapporti con il conservatore Taaffe inesistenti e decretandone la fine. Con le dimissioni di Taaffe, gli successe Alfred III di Windisch-Grätz che fece approvare una riforma elettorale che riuscì a sistemare la situazione, pur sempre in equilibrio precario.

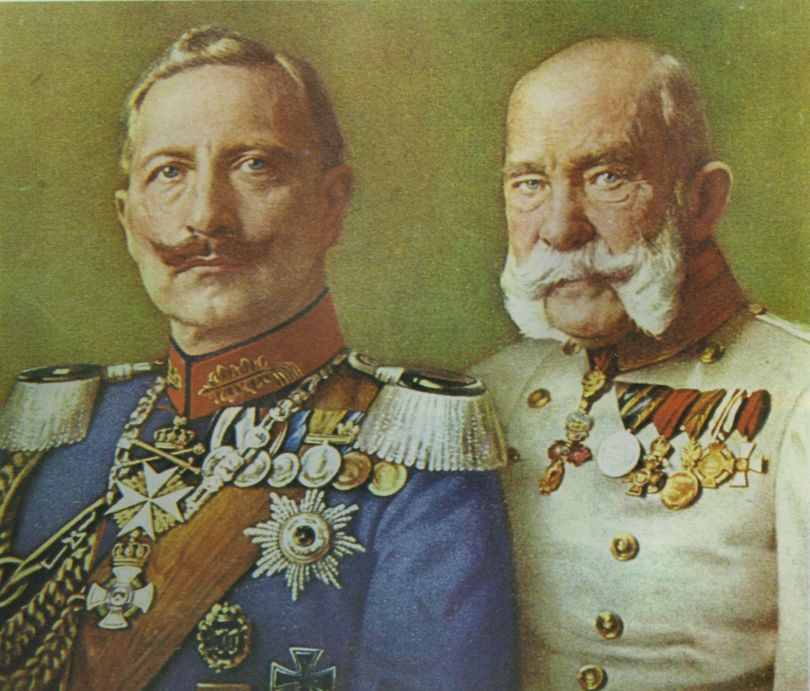
Guglielmo II e Francesco Giuseppe in un dipinto d'epoca a simboleggiare la rinnovata alleanza tra i due imperi

Se nella zona transleitanica le spinte indipendentiste preoccupavano il potere centrale, in quella cisleitanica lo sviluppo interno era dominato dai contrasti nazionalistici tra partiti cechi e tedeschi, che non davano speranze in quanto a un compromesso, reso impossibile dalla inconciliabilità delle proposte dell'una e dell'altra fazione. Per migliorare la situazione, Francesco Giuseppe assegnò la carica di primo ministro al conte Kazimierz Badeni. Questi, con riforme atte a diffondere in tutto il territorio moravo e boemo il bilinguismo per tutti gli uffici, ottenne esattamente l'effetto contrario, acuendo ancora l'odio tra le due nazionalità. Seguirono quindi dimostrazioni in tutti i territori da parte di tedeschi e cechi. Essendo in minoranza nel consiglio imperiale, i tedeschi assunsero una politica di ostruzionismo che rese impossibile qualsiasi lavoro parlamentare e Badeni decise di usare il pugno di ferro rendendo possibile la temporanea sospensione dei parlamentari dell'opposizione. Così, però, spinse i socialdemocratici ad abbracciare la causa tedesca costringendo il primo ministro alle dimissioni.
I governi successivi (Gautsch e Thun) pur cercando di attutire le conseguenze non riuscirono a cambiare la situazione che si manteneva pericolosamente esplosiva. Nella zona cisleitanica ormai non esisteva più un ordine costituzionale e il frazionamento della monarchia danubiana sembrava inevitabile. I cechi costituirono un partito nazional-socialista che premeva per l'indipendenza di uno stato ceco, i tedeschi, invece, erano capeggiati dall'antisemita radicale Georg von Schönerer che entusiasmava i seguaci con l'idea di una possibile annessione al Reich.
La situazione continuò a rimanere instabile sino al governo Koerber (1899-1904). Ernest von Koerber riuscì a raggiungere una certa stabilità manovrando abilmente l'opinione pubblica (con l'introduzione di un'assicurazione contro l'invalidità e la vecchiaia o con la riduzione della giornata lavorativa dei minatori a nove ore). Così facendo, però, si limitava a risolvere problemi immediati con una buona politica amministrativa, che non avrebbe certo assicurato pace e stabilità per gli anni successivi.

### Il colonialismo britannico

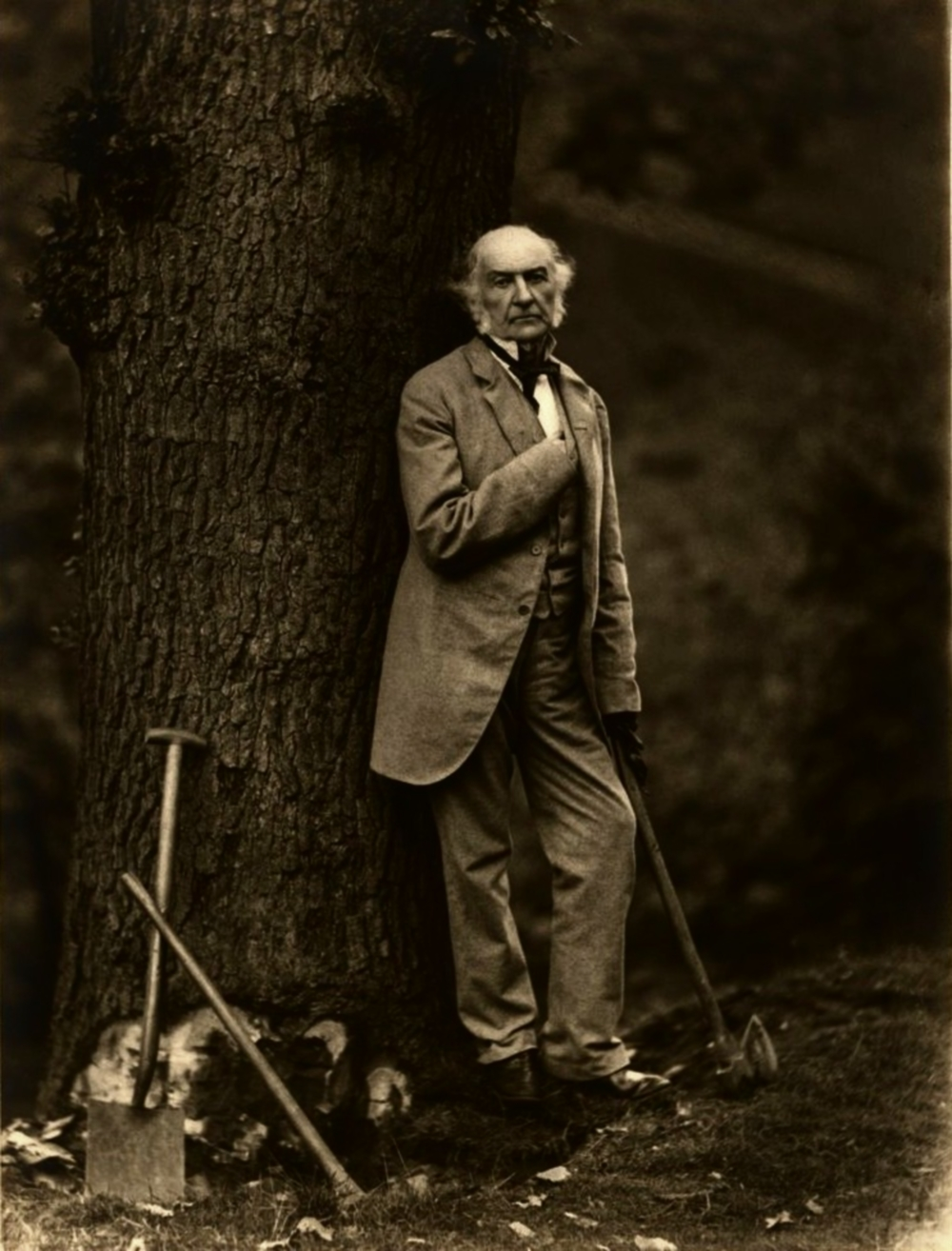
Sir William Ewart Gladstone in una fotografia del 1880.

Sul finire del diciannovesimo secolo la Gran Bretagna era bloccata dall'incapacità dei partiti di prendere in mano la situazione con decisione guidando la nazione verso gli orizzonti di uguaglianza sociale che andavano profilandosi in tutti i paesi europei. Da una parte i conservatori, principali responsabili di questa stasi politica interna, distraendo le masse con le avventure coloniali, continuavano a mantenere una politica reazionaria che bloccava al paese ogni progresso in ambito sociale; dall'altra i liberali, i soli in grado di ridare vita al paese, troppo divisi e troppo poco organizzati, avevano perso tutte le opportunità che si erano presentate.
La prima venne, nel 1884, dall'allargamento del diritto al voto a tutti i cittadini di sesso maschile con famiglia a carico. Le elezioni dell'anno successivo portarono effettivamente a una vittoria liberale, affiancata, però, dall'ingresso in parlamento di ottantadue deputati irlandesi, in grado di paralizzare l'intero meccanismo legislativo pur di avanzare le proprie istanze indipendentistiche. Per dare una scossa alla situazione, il leader liberale William Ewart Gladstone (allora alla sua seconda premiership) cercò di concedere all'Irlanda la Home rule. Il tentativo si rivelò catastrofico e portò alla separazione dai liberali dei "Liberal Unionists" che, guidati da Chamberlain, si muovevano in difesa dell'imperialismo e, alleandosi con i conservatori, riportarono quest'ultimi al governo.
Mentre la politica interna era dominata dai continui "battibecchi" tra i due schieramenti politici, la popolazione era sempre più coinvolta dall'audace politica estera, dominata innanzitutto dalla questione boera, che subì una notevole scossa in seguito al Jameson Raid.
I primi segni di cambiamento cominciarono a farsi sentire nel febbraio del 1900, quando venne fondato il Labour Representation Committee, nato dalla separazione definitiva dei sindacati dai vecchi partiti tradizionali. La svolta decisiva avvenne alle elezioni del 1906, che registrarono la straordinaria vittoria dei liberali, che nel giro di pochi mesi cominciarono un'operazione di ammodernamento del sistema politico britannico, cominciando con la sistematica soppressione dei privilegi dell'aristocrazia, a partire dalla Camera dei Lord.

### La Terza Repubblica francese

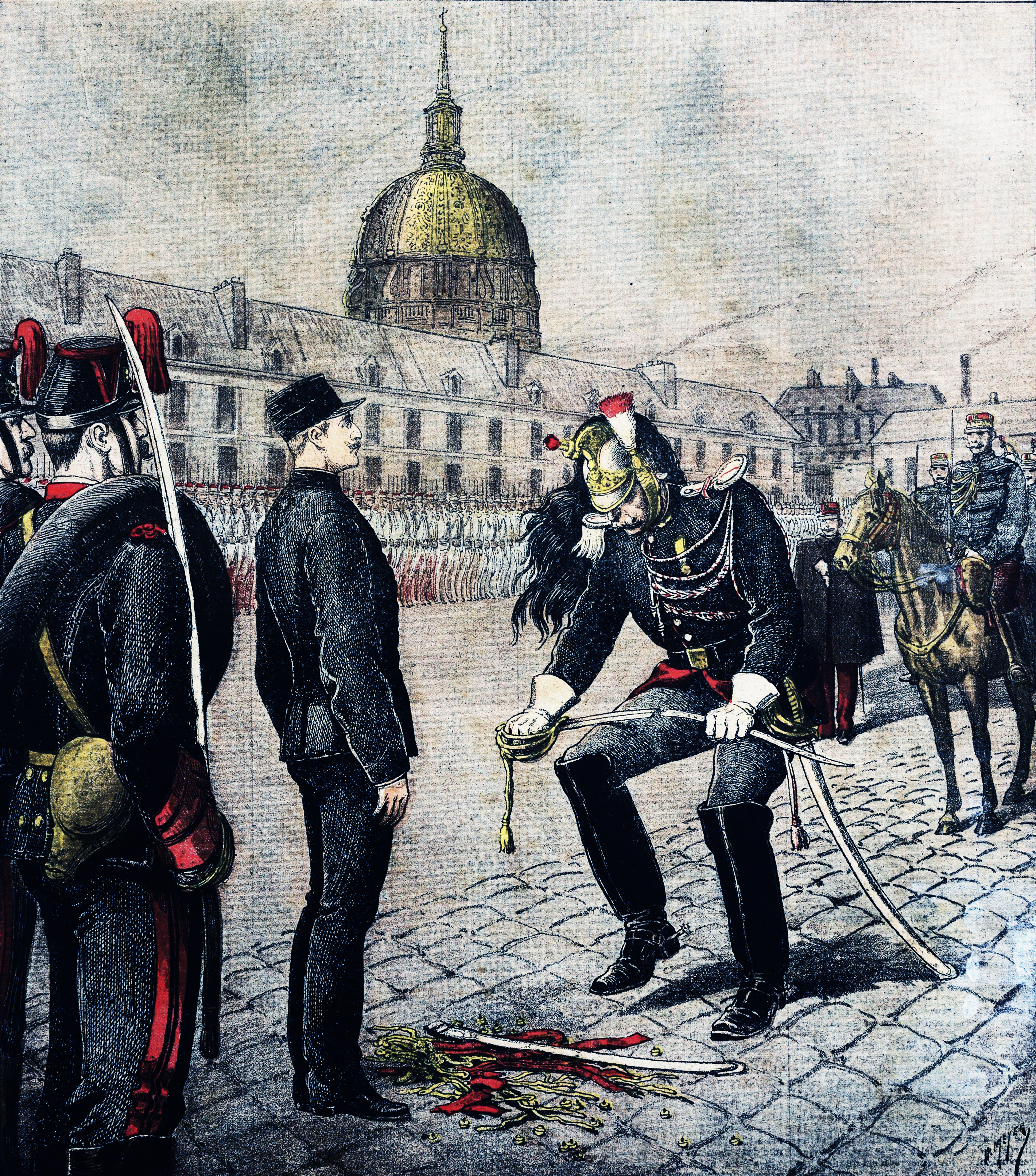
La degradazione di Dreyfus, allÉcole militaire di Parigi (5 gennaio 1895)

Con l'umiliante sconfitta di Sedan in Francia crollava definitivamente il sogno di una nuova egemonia francese. Il nuovo regime istituzionale che s'instaurò, la Terza Repubblica, presentò sin dal principio debolezze strutturali tali da portare il paese, anche a causa di gravi crisi e scandali, sull'orlo della rovina totale.
La Francia era guidata dal partito repubblicano, perlopiù sostenuto dall'alta borghesia, che, ispirandosi all'ideale del laissez-faire e del juste-milieu ("giusto mezzo"), operava in nome di un'economia prospera, da difendere anche a scapito dei ceti meno abbienti. A questo schieramento di centro si opponevano i radicali, sempre alla ricerca di riforme egualitarie, e i conservatori, nazionalisti e nostalgici della monarchia.
Dopo la breve parentesi boulangista, la situazione politica si normalizzò con la presidenza di Sadi Carnot nel 1887. Presto nuovi movimenti nazionalisti presero il sopravvento e al grido di "La Francia ai Francesi" iniziò a diffondersi una preoccupante ideologia antisemita che raggiunse il suo culmine nel settembre 1894 con l'Affaire Dreyfus, che riguardò l'accusa di spionaggio militare a favore della Germania di un ufficiale francese di origine ebrea. Le accuse, basate su elementi estremamente deboli, costarono a Dreyfus cinque anni di carcere sull'isola del Diavolo, per essere riabilitato completamente solo nel 1906.

### L'imponente Impero russo
Dare una visione globale della situazione dell'impero zarista negli anni precedenti alla guerra è molto difficile, a causa di una grande quantità di dati incerti e spesso contrastanti. Nonostante molti storici abbiano considerato la Russia in preda a una continua e inesorabile decadenza risoltasi disastrosamente con la Rivoluzione d'ottobre, sarebbe ingiusto considerare questo gigante unicamente come una nazione in sfacelo.
Per numerosi fattori, quale la sopravvivenza della servitù della gleba, la Russia è stata vista come un paese retrogrado e fondamentalmente agricolo. Nonostante tre quarti delle forze di lavoro fossero ancora costituite da contadini, l'industria e il settore terziario, tuttavia, partecipavano alla formazione di più del 50% del prodotto interno lordo. Inoltre nei primi anni del 1900 si registrò un'incredibile accelerazione nel settore secondario. L'industria era affiancata da un efficiente sistema ferroviario in forte espansione a tal punto da concludere la costruzione dell'enorme Transiberiana in soli dieci anni.
Una vera e propria fase di regressione coincise, invece, proprio con lo scoppio della guerra. Sin dai tempi delle riforme di Alessandro II l'impero zarista aveva avviato un lento processo di sviluppo economico e culturale che negli anni prebellici ottenne significativi risultati. La guerra prima, la rivoluzione e la guerra civile poi, bloccarono inevitabilmente tutti i processi di sviluppo in atto tanto che i livelli produttivi del 1913 vennero nuovamente raggiunti solo nel 1928.

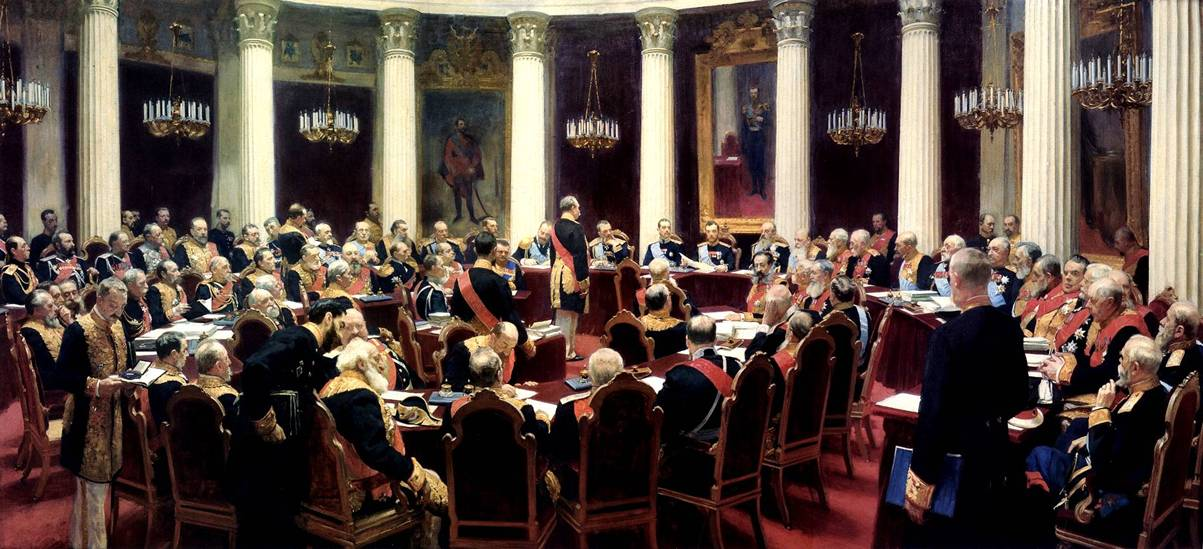
Nicola II presenzia a una sessione del Concilio di stato, il 27 maggio 1901. Quadro di Ilja Repin esposto al Museo Russo

Riguardo alla politica estera, sin dagli anni settanta del 1800 la Russia aveva avviato un processo espansionistico che l'aveva messa in contatto particolarmente con le nazioni dell'Est europeo. Nel 1877-1878 la vittoria nella guerra russo-turca consentì la conquista della Bessarabia e già nel 1875 l'isola di Sachalin nel Pacifico era stata strappata alla Cina e al Giappone. In questo modo l'impero russo andava sviluppandosi sulle coste dell'Oceano Pacifico entrando in contatto con nuove potenze, quali gli Stati Uniti e il nascente Giappone. Tuttavia questa fase di espansione territoriale terminò nel 1905, quando ulteriori avanzamenti avrebbero scatenato conflitti di ampia portata. L'ultima conquista fu la regione dell'Amur, su cui dovette ripiegare dopo aver perso ogni speranza in Manciuria e in Corea con la guerra russo-giapponese.
La situazione interna rimaneva in stallo. Le modeste riforme di Alessandro II che nel 1861 avevano abolito la servitù della gleba, non avevano nemmeno contemplato la creazione di un sistema parlamentare, sia pure di tipo consultivo. Nel 1881, comunque, lo zar "buono" finì vittima di un attentato e con Alessandro III ogni ulteriore tentativo riformista venne arrestato. Nel 1894 gli successe il figlio, Nicola II, che diede il via ai primi deboli tentativi di un regime parlamentare. Il primo organo russo degno di questo nome fu la Duma, frutto della cosiddetta prima rivoluzione, nata anche a causa delle delusioni nella guerra contro il Giappone. Alla fine della rivoluzione lo zar concesse un regime vagamente parlamentare basato su due Camere con potere legislativo (il consiglio di stato e la Duma), ma con nessuna possibilità di influenzare l'attività di governo, continuando i ministri a dipendere dai voleri dello zar.

### Sviluppi e difficoltà di una nuova potenza: l'Italia

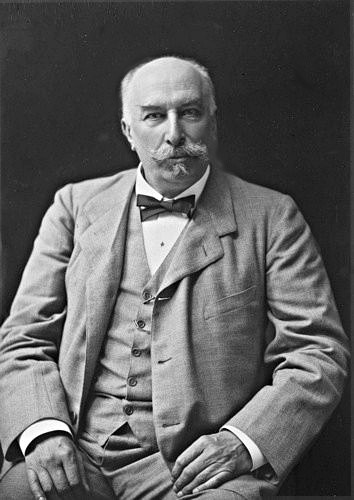
Giovanni Giolitti fu più volte capo del governo tra il 1901 e il 1914 (età giolittiana)

Sino al 1876 rimase alla guida dell'Italia la destra dello schieramento parlamentare. Favorevoli alla cosiddetta "Italietta", i conservatori cercarono di favorire lo sviluppo interno del paese, tenendolo lontano da pericolose ambizioni espansionistiche e da alleanze scomode. Questo affermava il ministro degli esteri Visconti Venosta nel 1873: 
A partire dal 1862 vennero presi provvedimenti atti a ridurre al minimo le spese militari, anche su spinta dello stesso Bismarck.
Nel 1876, però, la Destra Storica cadde, lasciando spazio a un'aggressiva Sinistra che, guidata da Agostino Depretis fino al 1887, e poi da Francesco Crispi, voleva portare il paese allo stesso livello delle grandi potenze. Le spese militari subirono un'improvvisa impennata e cominciarono a profilarsi le prime avventure colonialistiche. Nel 1882 la casuale occupazione di Massaua diede inizio a una lunga e dispendiosa guerra contro l'Etiopia. La finale annessione dell'Eritrea e della Somalia non poterono compensare le enormi spese militari che ritardarono inevitabilmente il decollo industriale italiano.
Il cattivo utilizzo dei capitali ebbe inevitabili ripercussioni in tutto il paese. Tra il 1898 e il 1899 la fame e la disoccupazione portarono a una situazione apparentemente rivoluzionaria. Con l'ascesa al trono di Vittorio Emanuele III, in seguito all'assassinio di Umberto I per mano dell'anarchico Gaetano Bresci (29 luglio 1900), ebbe inizio un periodo di rapida evoluzione. Guidata dalla forte personalità di Giovanni Giolitti, l'Italia fece progressi notevoli, coronati con la vittoriosa, benché controversa, guerra italo-turca, combattuta tra il settembre del 1911 e l'ottobre del 1912.
Sotto l'aspetto sociale, tra il 1910 e il 1914 si conseguì la presa a carico dello stato dell'istruzione e l'ingresso della donna del mondo del lavoro qualificato (la "rivoluzione" della macchina da scrivere).
Alla vigilia della prima guerra mondiale l'Italia passò da un'economia prevalentemente agricola a una di stampo industriale, avendo dato prova di buone capacità militari col conflitto contro la Turchia.

### La decadenza dell'Impero ottomano
Sul finire dell XIX secolo l'enorme Impero ottomano era in piena crisi politica dovuta proprio alla ingente quantità di territori che lo costituivano. I domini extraeuropei erano governati con relativa facilità determinata dalla comune fede, che univa l'Arabia, la Mesopotamia, la Palestina, la Siria e zone del litorale nordafricano. Nelle provincie europee, invece, sorgevano in continuazione ribellioni a causa di spinte indipendentiste e anche religiose. La situazione era resa ancora più insostenibile dalla ferocia del dominio turco, che domava senza pietà qualsiasi insurrezione. Costantemente minacciata a nord dal colosso russo, la Turchia stava ormai crollando a causa del cattivo governo e dell'arretratezza medievale in campo economico e militare. Solo la Gran Bretagna sembrava nutrire simpatia nei confronti dell'Impero ottomano, sentimento ampiamente giustificato dall'eterna inimicizia che la legava alla Russia, che, senza l'ostacolo turco, avrebbe ottenuto facilmente uno sbocco sul mare Mediterraneo danneggiando, ovviamente, l'economica britannica.

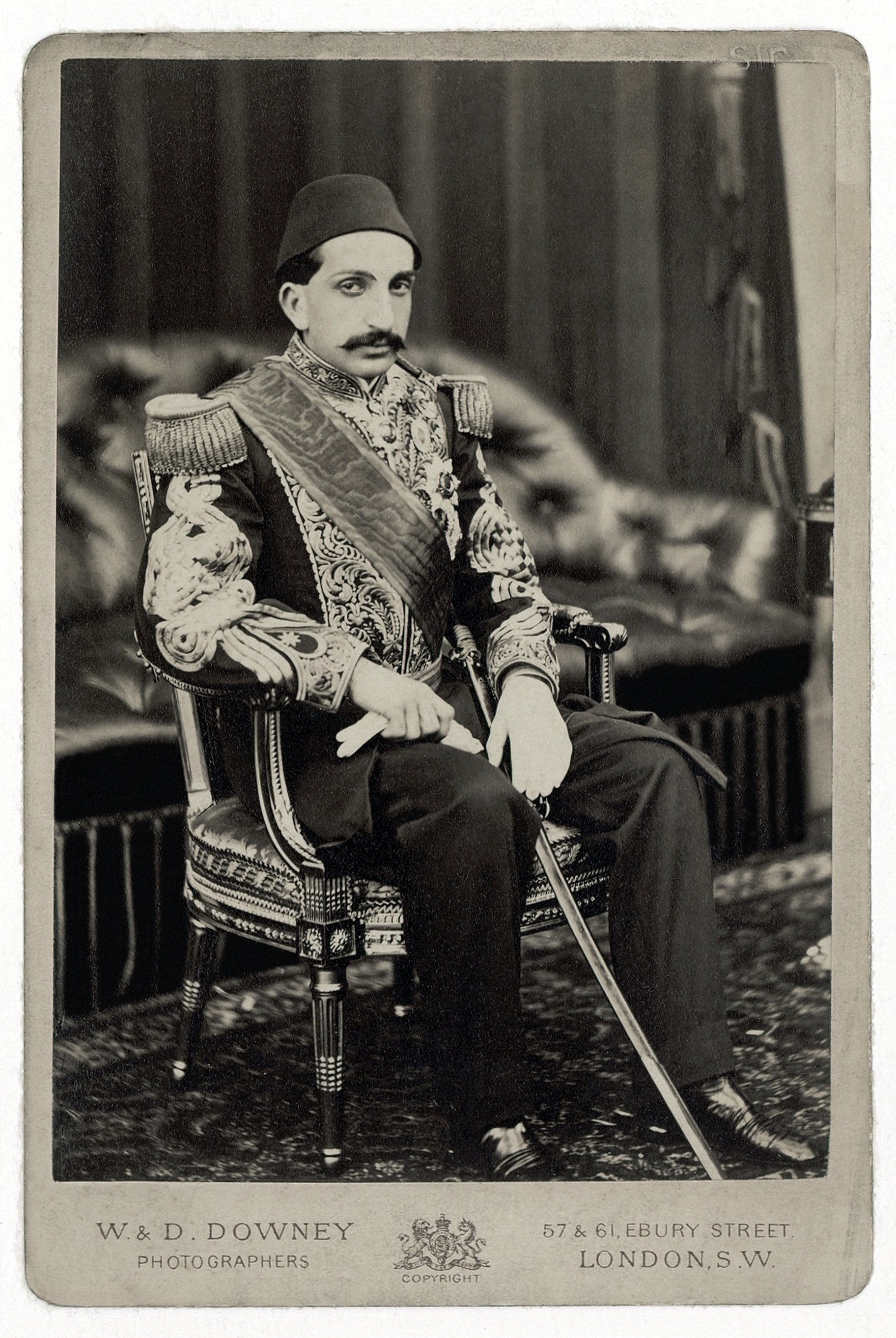
Il principe ereditario Abdül Hamid in un ritratto fotografico del 1867 eseguito presso il Castello di Balmoral, in Scozia, ospite della Regina Vittoria

L'Impero ottomano cominciò ad avvertire i primi danni sin dal 1877, quando venne impegnato in un nuovo conflitto con la Russia. La reazione alle ribellioni in Bosnia ed Erzegovina cominciate nel 1875, e terminate nel febbraio del 1877, fu talmente violenta e sanguinosa da suscitare lo sdegno e l'orrore dell'intera Europa, non più abituata a metodi così barbari. Nell'aprile del 1877 la Russia si mosse minacciosamente contro la Turchia scavalcando la Romania e dando inizio alla guerra russo-turca. Salvata in extremis dalla minaccia britannica di un attacco all'impero zarista, la Turchia ne uscì piuttosto malandata, costretta, nel successivo congresso di Berlino a cedere alla Gran Bretagna l'isola di Cipro (ufficialmente come ricompensa per l'appoggio concesso) e all'Austria l'amministrazione della Bosnia e dell'Erzegovina (che nominalmente rimanevano sotto la sovranità turca). Inoltre Bulgaria, Serbia e Romania approfittarono della situazione disagiata dell'impero sottraendosi alla condizione di vassallaggio che le legava alla Turchia. Nel 1881 fu anche costretta a cedere la Tessaglia e parte dell'Epiro alla Grecia.
Dopo dodici anni di relativa tranquillità, la Turchia tornò alle armi per sedare le rivolte autonomiste degli armeni (1890) e dei cretesi (1896). Questi, in particolare, non si accontentarono delle autonomie loro concesse e, dopo i sanguinosi contrasti con i contadini turchi nell'isola, nel 1897 si ribellarono e proclamarono la loro indipendenza. Aiutato dai tedeschi, che avevano affidato al generale von der Goltz la riorganizzazione dell'esercito turco, l'impero ottomano riuscì a uscire vittorioso dalla guerra greco-turca. Solo nel 1913 Creta renderà definitiva la propria annessione alla Grecia e l'impero austro-ungarico dichiarerà "territori dell'impero" la Bosnia e l'Erzegovina, che fino ad allora si era limitato ad amministrare. Una nuova ribellione scoppiò in Albania, oppressa dai Turchi e minacciata dai paesi confinanti, che, salvata dall'intervento delle grandi potenze, nel 1913 dichiarò la propria indipendenza. Oltre alle ribellioni provenienti dall'interno, l'impero cominciò a soffrire le offensive delle altre nazioni, come l'Italia, che l'attaccò in Libia e nell'Egeo, e a perdere ogni influenza nel continente europeo con la perdita di quasi tutti i territori nei balcani.
Con l'avvicinarsi del conflitto mondiale, la Turchia si trovava in una situazione di tale crisi da doversi affidare all'aiuto delle altre potenze: ai tedeschi, come già in precedenza, venne assegnata la riorganizzazione dell'esercito, ai britannici quella della marina e ad esperti francesi il riassetto delle finanze. In questo modo, venne scongiurata la bancarotta dello stato turco, che in seguito riuscì a mostrarsi un nemico ancora temibile.

### L'impero del Sol Levante: il Giappone

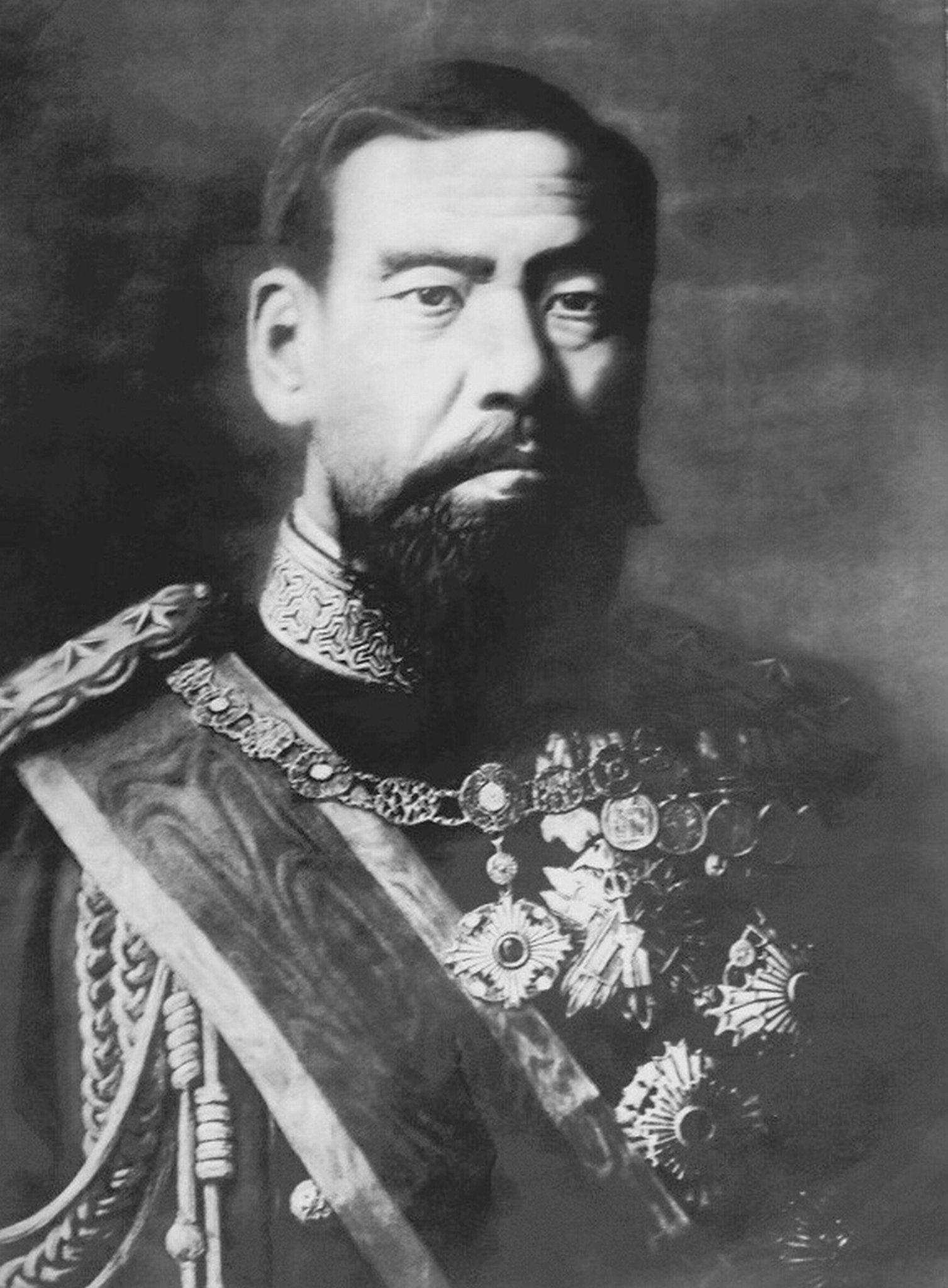
L'imperatore giapponese Mutsuhito

Nella metà del XIX secolo il Giappone era una nazione politicamente ed economicamente arretrata. Benché tra la popolazione, grazie ai suoi traffici mercantili e al suo interesse per l'occidente, serpeggiasse già un desiderio di apertura verso la modernità, ormai da secoli lo stato era appesantito e rallentato da un sistema di governo conservatore e anacronistico. Mentre l'imperatore, separato dai suoi sudditi e chiuso nella sua splendida reggia di Kyoto, viveva lontano dalla vita politica, il paese era amministrato ad Edo dai Tokugawa, gli Shōgun allora in carica.
L'occasione per far cadere il regime dittatoriale presente da sei secoli venne presentata dagli americani che, non più disposti ad aspettare che i giapponesi aprissero i loro porti ai traffici marittimi, nel luglio del 1853 entrarono con una squadra navale guidata dal commodoro Perry in quella che è oggi la baia di Tokio. Quando gli americani tornarono nel febbraio del 1854, lo shogun Tokugawa Iesada non poté far altro che ordinare che i porti di Ce Hakodate si aprissero alle navi americane e poi anche europee. La fiducia nei confronti dello shogunato crollò e, dopo alcuni anni di scontri tra i sostenitori dello Shogun e i fedeli all'imperatore, nel 1868 il sistema venne spazzato via e definitivamente superato. Così inizia la nuova Era Meiji, ovvero della "Restaurazione imperiale", con la quale il Giappone fece graduali e importanti progressi in campo economico, industriale e militare.
Dopo quasi trent'anni di progresso e consolidamento generalizzato, a partire dal 1894 il paese entrò in una nuova fase di relazioni internazionali. Le sue mire espansionistiche lo spinsero ad attaccare prima la Cina, che dava segni di instabilità sempre crescente, conquistando nella guerra sino-giapponese parte della Manciuria, Taiwan e la Penisola di Liaodong, e poi la Russia (1904-1905), che in nome del Triplice Intervento del 1895 insieme alla Francia e alla Germania, voleva limitare l'espansione nipponica sul continente, senza considerare la sicurezza e la forza che il paese aveva sviluppato negli ultimi anni. Nel frattempo nel 1902 era stato persino concluso un trattato con la Gran Bretagna, che riconosceva alla nazione la parità diplomatica. Nel 1912, alla morte dell'imperatore, il Giappone era ormai diventato una grande potenza, in grado di partecipare, sebbene in maniera limitata, all'incipiente conflitto mondiale.

## Conflitti extra-europei

### La guerra boera

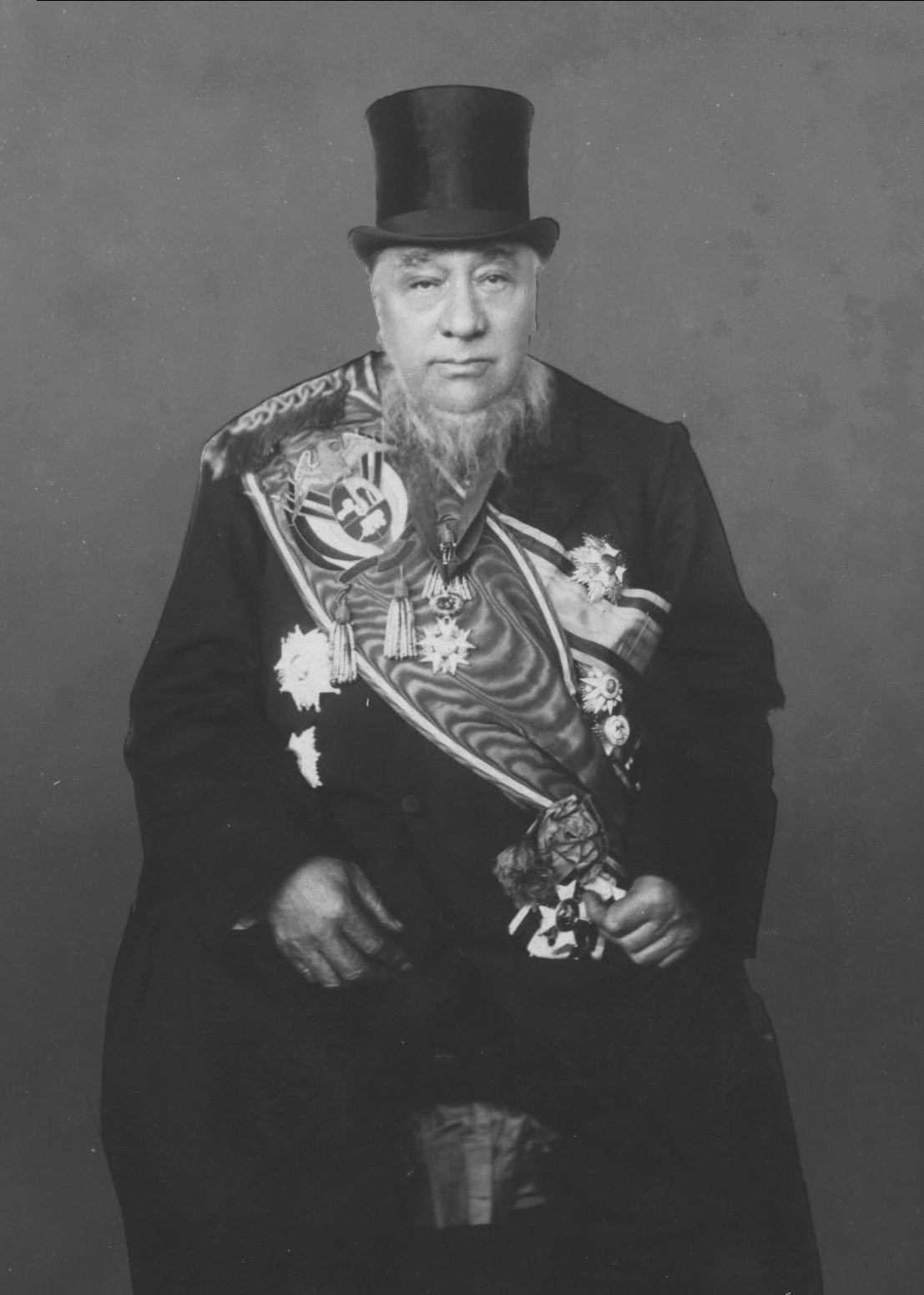
Il presidente boero Paul Kruger (1825-1904)

Nel 1897 il governo britannico, preoccupato di vedere il presidente boero Kruger comprare armi dalla Germania, cominciò a prendere misure preventive: venne nominato un nuovo Alto Commissario, che pare avesse l'incarico di eliminare Kruger, e in Medio Oriente vennero imbarcati alla volta del Sudafrica diecimila soldati. Di fronte a questo atteggiamento aggressivo della Gran Bretagna, che rifiutò la mediazione degli Stati Uniti in nome della sua "sovranità", le repubbliche boere si diressero in armi verso i confini. Il 12 ottobre 1899 la guerra ebbe inizio.
Forti di una migliore conoscenza del territorio, i boeri ebbero inizialmente la meglio. Con l'intervento di truppe britanniche provenienti dall'India e dal Canada, però, le truppe britanniche recuperarono le posizioni perdute penetrando sempre più nel territorio boero. Nonostante la richiesta di pace delle repubbliche dello Stato Libero dell'Orange e della Repubblica del Transvaal, distaccamenti boeri continuarono la lotta fino all'agosto del 1900. Con la fuga di Kruger nei Paesi Bassi, la Gran Bretagna proclamò l'annessione del Transvaal e inviò Lord Kitchener a ristabilire l'ordine. I boeri non accettarono l'imposizione britannica e per due anni continuarono la guerra in forma di guerriglia. Per far cessare la disperata resistenza, Lord Kitchener condusse una guerra totale, arrivando ad ammassare circa 250.000 persone nei campi di concentramento. La pace fu conclusa il 31 maggio 1902 e le repubbliche boere diventarono colonie della Corona britannica con la promessa di una futura indipendenza.

### La guerra russo-giapponese
Poco considerata dagli storici, forse perché oscurata dalla vicina guerra mondiale, la guerra russo-giapponese, combattuta tra il 1904 e il 1905, fu di enorme importanza. Infatti rese evidente agli occhi di tutti da una parte il declino dell'impero zarista, dall'altra il sorgere incontrastato di una nuova potenza mondiale: il Giappone. Sotto un punto di vista strategico, poi, rappresentò il passaggio a una moderna condotta militare: vennero combattuti l'ultimo assedio statico di una piazzaforte (assedio di Port Arthur) e la prima grande battaglia navale in cui telecomunicazioni e tiro centralizzato furono la carta vincente (battaglia di Tsushima). Le cause della guerra risalgono al 1895 quando il Giappone costrinse la Cina alla resa (trattato di Shimonoseki) e alla cessione di importanti territori del continente. Questa improvvisa rivalsa nipponica spaventò le nazioni europee, che da tempo nutrivano interessi nei confronti dei territori dell'estremo oriente, e di conseguenza Francia, Germania e Russia si allearono tra loro con un patto (Triplice Intervento) nella speranza di bloccare le mire espansionistiche giapponesi sul continente. Condizionati dalle pressioni delle nazioni europee, i nipponici furono costretti ad abbandonare i territori cinesi continentali faticosamente conquistati e, quando nel 1900, approfittando della Ribellione dei Boxer, i russi occuparono con 100.000 uomini la Manciuria, capirono di dover reagire a questa imposizione straniera: da una parte il governo giapponese iniziò una serie di trattative con la Russia, dall'altra cercò di accattivarsi il Celeste Impero assicurandosene la neutralità.
Approfittando del senso di sicurezza dei russi, i giapponesi poterono prepararsi in assoluta tranquillità, e l'8 febbraio 1904, contando sull'effetto sorpresa, bombardarono le navi nemiche ancorate a Port Arthur. A questo primo attacco seguì una serie di battaglie marine e terrestri nelle quali il Giappone si rivelò sempre militarmente superiore. Nonostante l'impressionante differenza numerica (negli ultimi mesi di guerra a un soldato giapponese ne corrispondevano tre russi) e al miglior equipaggiamento dell'esercito zarista, i nipponici erano di gran lunga meglio organizzati e comandati. Alla fine, grazie all'intervento del presidente statunitense Theodore Roosevelt, le due parti, il 6 settembre 1905, giunsero a un trattato di pace che riportò Corea e Manciuria sotto l'influenza giapponese.

### La guerra italo-turca
La guerra italo-turca (nota in italiano anche come guerra di Libia, impresa di Libia o campagna di Libia ed in turco come Trablusgarp Savaşı, ossia Guerra di Tripolitania) fu combattuta dal Regno d'Italia contro l'Impero ottomano tra il 29 settembre 1911 e il 18 ottobre 1912, per conquistare le regioni nordafricane della Tripolitania e della Cirenaica.
Le ambizioni coloniali spinsero l'Italia ad impadronirsi delle due province ottomane che nel 1934, assieme al Fezzan, avrebbero costituito la Libia dapprima come colonia italiana ed in seguito come Stato indipendente. Durante il conflitto fu occupato anche il Dodecaneso nel Mar Egeo; quest'ultimo avrebbe dovuto essere restituito ai turchi alla fine della guerra, ma rimase sotto amministrazione provvisoria da parte dell'Italia fino a quando, con la firma del trattato di Losanna del 1923, la Turchia rinunciò ad ogni rivendicazione e riconobbe ufficialmente la sovranità italiana sui territori perduti nel conflitto.
Nel corso della guerra l'Impero ottomano si trovò notevolmente svantaggiato, poiché poté rifornire il suo piccolo contingente in Libia solo attraverso il Mediterraneo. La flotta turca non fu in grado di competere con la Regia Marina, e gli Ottomani non riuscirono ad inviare rinforzi alle province nordafricane. Pure se minore, questo evento bellico fu un importante precursore della prima guerra mondiale, perché contribuì al risveglio del nazionalismo nei Balcani. Osservando la facilità con cui gli italiani avevano sconfitto i disorganizzati turchi ottomani, i membri della Lega Balcanica attaccarono l'Impero prima del termine del conflitto con l'Italia.
La guerra registrò numerosi progressi tecnologici nell'arte militare, tra cui, in particolare, il primo impiego militare dell'aeroplano sia come mezzo offensivo che come strumento di ricognizione (furono schierati in totale 9 apparecchi). Il 23 ottobre 1911 il pilota capitano Carlo Maria Piazza sorvolò le linee turche in missione di ricognizione ed il 1º novembre dello stesso anno l'aviatore Giulio Gavotti lanciò a mano la prima bomba aerea (grande come un'arancia, si disse) sulle truppe turche di stanza in Libia. Altrettanto significativo fu l'impiego della radio con l'allestimento del primo servizio regolare di radiotelegrafia campale militare su larga scala, organizzato dall'arma del genio sotto la guida del comandante della compagnia R.T. Luigi Sacco e con la collaborazione dello stesso Guglielmo Marconi. Infine, il conflitto libico registrò il primo utilizzo nella storia di automobili in una guerra: le truppe italiane furono dotate di autovetture Fiat Tipo 2 e motociclette SIAMT.

## Fattori tecnici e militari

### Germania: il piano Schlieffen

Cartina del Piano Schlieffen e delle controffensive francesi previste dal Piano XVII

Alfred von Schlieffen fu capo di stato maggiore tedesco tra il 1891 e il 1906. Nel 1905 presentò un piano strategico che avrebbe permesso alla Germania di entrare in guerra con le nazioni della Triplice intesa senza il rischio di venirne schiacciata. I cosiddetti Imperi centrali, infatti, si trovavano in una posizione alquanto svantaggiosa dato che sarebbero stati costretti a combattere contemporaneamente sia sul fronte occidentale (contro Francia e Gran Bretagna) sia su quello orientale (contro la Russia): ed era proprio questo che, con il suo piano, Schlieffen voleva evitare.
Il piano prevedeva che la Germania sconfiggesse prima la Francia con una campagna fulminea, per poi rivolgersi con tutte le forze contro la Russia. Sul fronte occidentale il nucleo dell'operazione era rappresentato dall'ala destra, su cui sarebbe stato concentrato il grosso delle forze tedesche, che con un "grandioso movimento aggirante" avrebbe superato la frontiera francese spingendosi direttamente verso Parigi. L'ala destra, il cui centro di riferimento sarebbe stata l'area fortificata di Metz-Thionville, doveva essere composta da 53 divisioni, affiancate da formazioni della Landwehr e della riserva. L'ala sinistra, invece, doveva contare solo 8 divisioni e proprio in questo stava l'audacia del piano: fungendo da esca, l'attacco francese dell'ala sinistra avrebbe reso ancora più micidiale la risposta dell'ala destra che avrebbe attaccato il fianco francese attraverso il Belgio. Sul fronte orientale, invece, Schlieffen aveva predisposto solo dieci divisioni che avrebbero dovuto contenere gli attacchi russi fino al completo successo sul fronte opposto. Fattore che rivela la lungimiranza del conte è che aveva previsto l'intervento della Gran Bretagna, che sarebbe sbarcata sul continente con un corpo di spedizione di 100.000 uomini "operante insieme con i francesi".
Nel 1906 fu nominato Capo di stato maggiore, al posto di Schlieffen, Helmuth von Moltke il quale mancava del coraggio e della lungimiranza che avevano reso celebre il suo predecessore. Non comprendendo la genialità del piano ne smussò l'idea di fondo cercando di bilanciare quel deliberato sbilanciamento tra le due ali. Delle nove divisioni formate tra il 1905 e il 1914 Moltke ne assegnò otto all'ala sinistra e solo una a quella destra.
Un'altra importante modifica riguardò i territori neutrali tra Germania e Francia: Schlieffen aveva previsto che l'ala destra fosse schierata non solo sul territorio belga, ma anche su quello olandese fino a Krefeld; egli, pur sperando che la Germania riuscisse a ottenere per via diplomatica il consenso dei Paesi Bassi, aveva previsto che uno schieramento di forze così ingente avrebbe spinto i francesi a oltrepassare la frontiera col Belgio per arroccarsi in posizione difensiva nella valle della Mosa. In questo modo il pretesto per avanzare in territorio neutrale non sarebbe mancato e la Germania avrebbe evitato qualsiasi riprovazione morale.
Moltke, però, non afferrò l'audacia del pensiero di Schlieffen e preferì invadere il Belgio per conquistare con un colpo di mano Liegi. Così facendo, illudendosi di accrescere la sua sicurezza militare, si tirò addosso il biasimo dei neutrali, inimicandosi, insieme con essi, la stessa Gran Bretagna.

### Gran Bretagna: l'attraversamento della Manica
Sino al 1911 fu opinione dell'ammiragliato britannico che l'esercito dovesse essere trasportato direttamente sul suolo tedesco dando inizio a una campagna offensiva in cui la marina rivestisse un ruolo di primo piano. Ben presto, però, si capì che queste non erano altro che vane speranze di visionari che credevano che il piccolo (anche se in crescita) esercito inglese potesse combattere ad armi pari contro la macchina bellica tedesca sul suo stesso territorio. Si presentò necessario e inevitabile un rinnovamento completo delle alte sfere dell'ammiragliato. Fu affidato al difficile compito di repulisti il giovane Winston Churchill che nell'ottobre del 1911, nonostante i suoi trentasette anni, fu nominato Primo Lord dell'Ammiragliato. Conseguentemente la strategia del blocco ravvicinato fu prontamente sostituita dall'altrettanto efficace, ma più prudente strategia del blocco a distanza. Modifiche riguardarono anche il trasporto delle truppe lungo la Manica: il transito sarebbe avvenuto a occidente della linea Dover-Calais e la zona di concentramento fu fissata sulla linea Maubeuge-Hirson, in contatto con l'estrema sinistra dell'ala marciante tedesca.

### La corsa agli armamenti navali
Quando nel 1906 l'imperialismo si affievolì, le grandi potenze si concentrarono sulle questioni di politica interna. Col progressivo rafforzarsi delle forze democratiche si diffuse un sentimento nazionalistico che creò una forte aggressività nelle relazioni internazionali. Questa nuova circostanza venne messa in luce dalla rivalità navale tra Germania e Gran Bretagna.
Approfittando di una flessione produttiva dei cantieri navali britannici, che preferirono concentrarsi sulla potenza piuttosto che sul numero, l'ammiraglio Tirpitz, forte dell'entusiasmo della popolazione, inaugurò un ambizioso programma navale, approvato alla fine di marzo del 1906. La Gran Bretagna, la cui superiorità navale non veniva discussa ormai da decenni, di fronte alla prospettiva di una concorrenza tedesca si allarmò. Inizialmente il governo Campbell-Bannermann sperava di risolvere la questione per via diplomatica, ma la proposta alla conferenza dell'Aja del 1907 di una generale riduzione degli armamenti fu nettamente rifiutata dall'Impero tedesco. Nonostante il kaiser Guglielmo II affermasse che la flotta tedesca non avesse finalità offensive, l'opinione pubblica britannica rimase inquieta, sfiorando un'agitazione quasi isterica.

## Attentato di Sarajevo

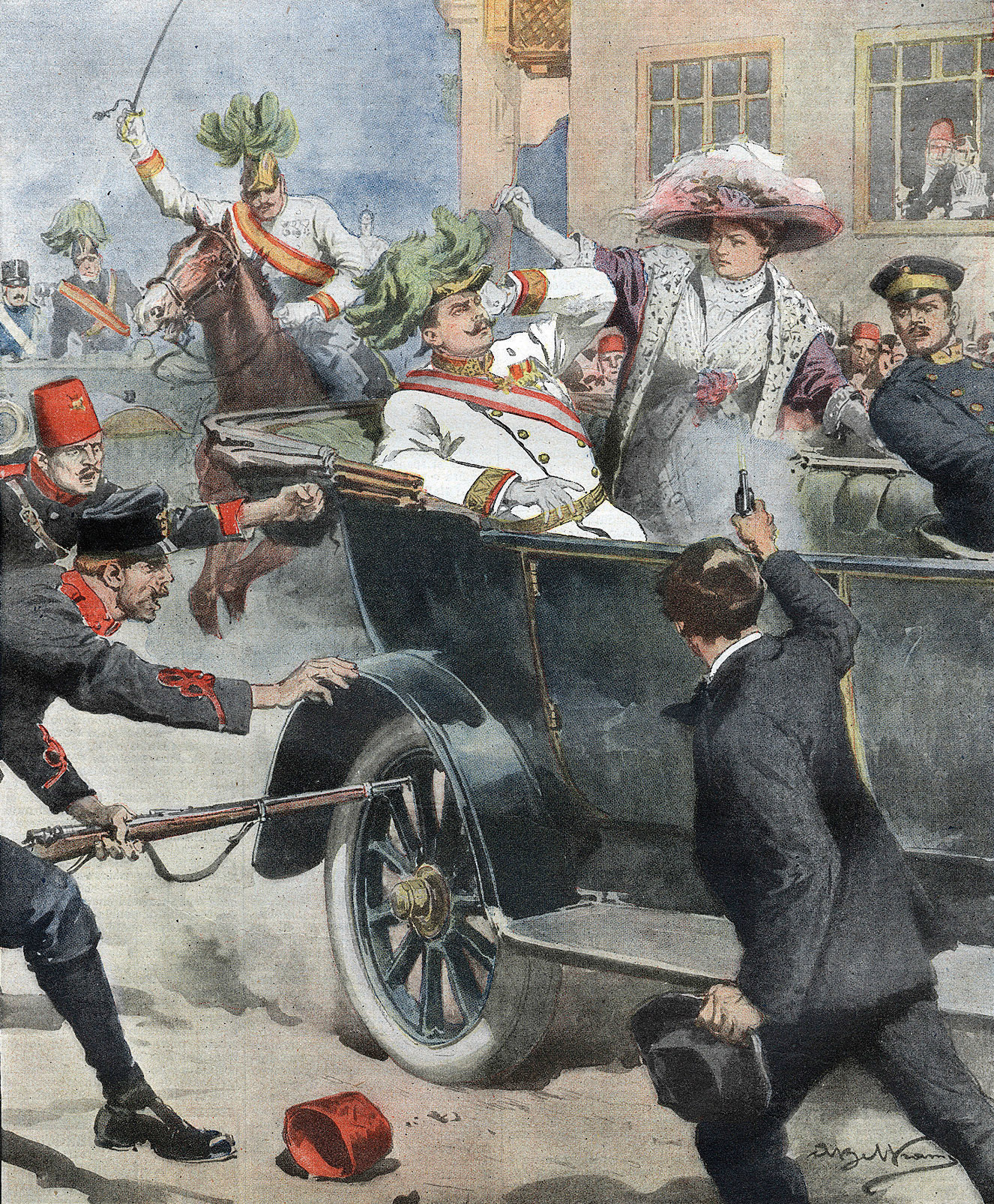
L'attentato di Sarajevo sulla celebre copertina del settimanale italiano Domenica del Corriere

Il Kaiser Guglielmo II si trovava a Kiel in occasione dell'annuale regata sull'Elba nell'ambito della "settimana di Kiel" quando il 28 giugno lo raggiunse un telegramma che annunciava che l'arciduca Francesco Ferdinando d'Asburgo in visita a Sarajevo era rimasto vittima di un attentato insieme con la consorte morganatica, Sofia.
L'erede al trono degli Asburgo si recò in visita ufficiale nella città serba il 28 giugno 1914, in occasione dell'anniversario della sconfitta che i turchi avevano inflitto ai serbi nella battaglia del Kosovo del 1389. L'organizzazione terroristica serba "Mano Nera" aveva affidato a sei giovani cospiratori il compito di attentare alla vita dell'arciduca in nome dell'indipendenza serba. In mattinata uno di questi lanciò una bomba contro la macchina dell'erede, ma l'ordigno, rimbalzando sulla fiancata, esplose contro l'automezzo successivo, ferendo due ufficiali. Nonostante il tentato assassinio, il corteo continuò il suo cammino e giunto in municipio Francesco Ferdinando apostrofò le autorità in tono irato:
Il fallito attentato in realtà risultò decisivo per le sorti dell'Europa. L'arciduca, infatti, chiese di essere condotto all'ospedale per far visita agli ufficiali feriti e il fato volle che, l'autista, costretto a rallentare per compiere un'inversione a "U", dopo aver sbagliato strada, permettesse a Gavrilo Princip di avvicinarsi, esplodendo facilmente contro il "bersaglio mancato" due colpi, ferendo entrambi i passeggeri, che morirono lungo il tragitto.

## La crisi di luglio

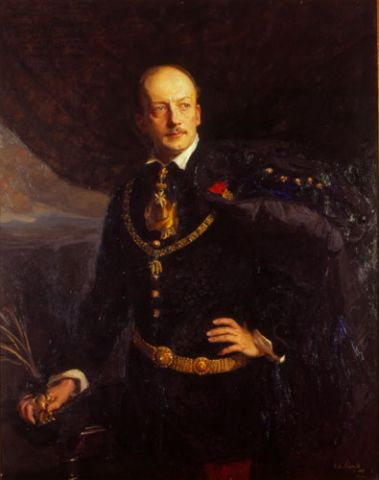
Il conte Leopold Berchtold

Al diffondersi della notizia del crimine tutte le nazioni reagirono indignate e con orrore. Solo due paesi rimasero insensibili all'accaduto: l'Austria e la Serbia. Da una parte la stampa serba fece ben poco per dissimulare il suo compiacimento, come anche l'opinione pubblica e lo stesso governo, che, appena uscito dalle guerre balcaniche, non desiderava altro che pace e reagì apaticamente. L'Austria, del resto, diede inizio ad una debole indagine per determinare se la Serbia avesse effettivamente avuto parte all'attentato, dalla quale non emerse alcuna prova a sostegno di questa tesi.
Gli attentatori non erano a conoscenza della natura dei rapporti tra l'imperatore d'Austria e l'arciduca. Questi, infatti, era uno dei pochi uomini di potere che guardasse con una certa simpatia alla causa serba e si pensava che progettasse di sostituire il dualismo austro-ungarico con un trialismo di Austria, Ungheria e paesi slavi meridionali. Per le sue idee politiche e per lo scandaloso matrimonio con Sophie Chotek von Chotkowa, che non apparteneva a nessuna delle dinastie europee regnanti, Francesco Ferdinando si era alienato le simpatie della corte e dello stesso zio, l'imperatore Francesco Giuseppe, che sembra aver reagito alla notizia dell'attentato con queste parole: 
Nonostante un mese di continui rimandi, già all'indomani dell'attentato il ministro degli esteri austriaco, conte Berchtold, e il capo di stato maggiore, barone Conrad von Hötzendorf, fremevano al pensiero di approfittare della situazione per ridimensionare il ruolo della Serbia. Francesco Giuseppe, però, non si dimostrava pienamente convinto dal progetto e temeva che un attacco alla Serbia avrebbe coinvolto altre potenze, prima fra tutte la Russia.

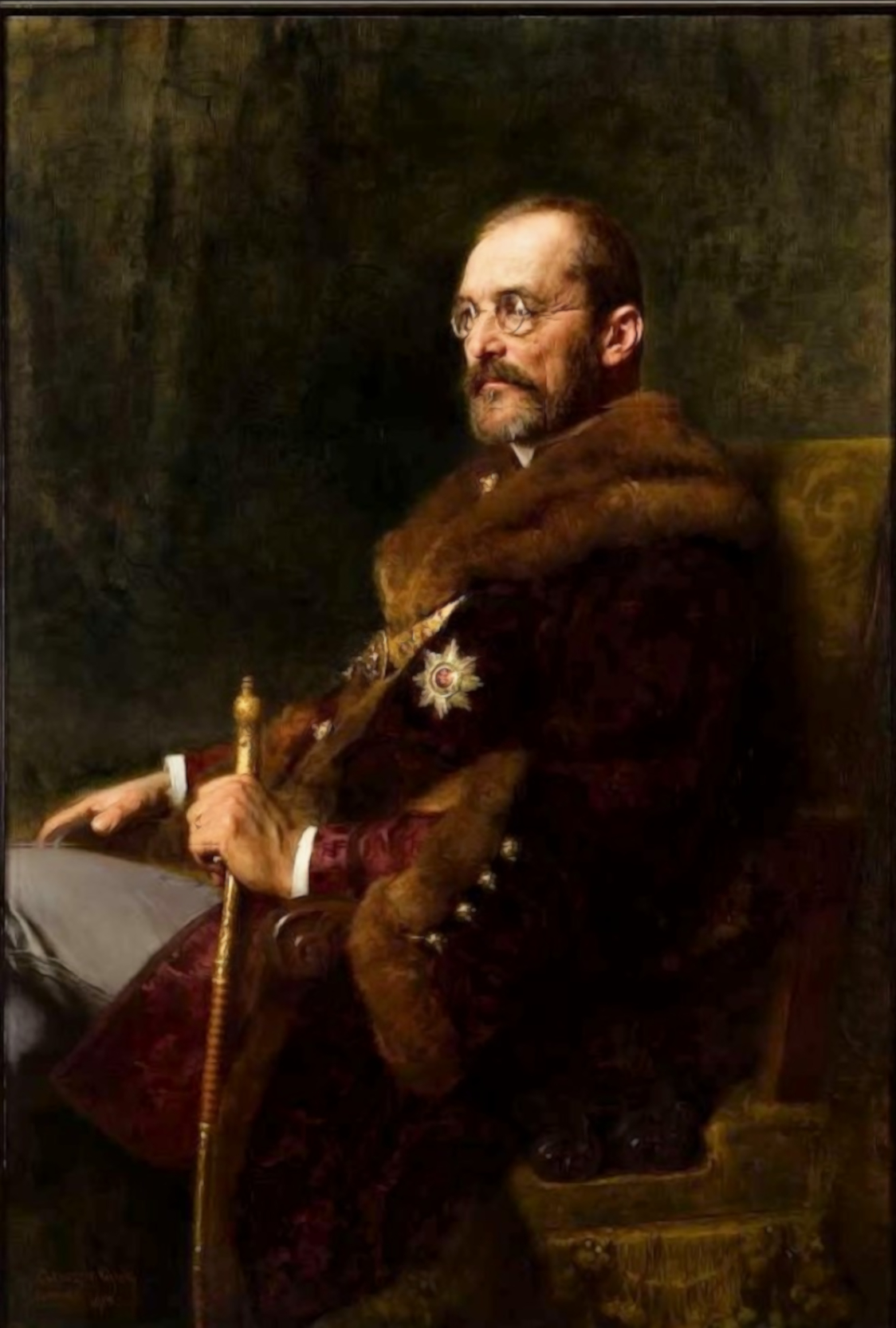
Il primo ministro ungherese István Tisza.

Il conte Tisza, il primo ministro ungherese, condivideva gli stessi dubbi dell'imperatore obiettando che non sarebbe stato difficile trovare un casus belli qualora ce ne fosse stato bisogno. Conrad, allora, si preoccupò di coprire le spalle all'Austria e cercò di coinvolgere la Germania, inviando al Kaiser un memorandum e una lettera personale firmate dell'imperatore.
D'altro canto Guglielmo II non aveva bisogno di sollecitazioni e rivelò subito i suoi più drastici intenti. In realtà, fino a poco tempo prima, il Kaiser si era sempre presentato di indole moderata riguardo a un conflitto su vasta scala e questo suo mutamento di umore risultò imprevisto. Probabilmente le cause sono da ricercare nel fatto che non voleva essere tacciato di debolezza o, piuttosto, che voleva ricordare l'amicizia che lo legava al principe assassinato. Il 5 luglio, con una lettera, la Germania assicurava il suo più completo appoggio, aggiungendo che la Russia "non era assolutamente pronta per la guerra". Riguardo al terzo componente della Triplice Alleanza, l'Italia, l'Austria preferì tenere Roma all'oscuro dei propri piani, sicura che sarebbe bastato l'alleato tedesco a scongiurare il disastro.
Nelle due settimane successive all'attentato la situazione europea sembrava ancora lontana dallo scoppio di un conflitto su vasta scala, tanto che in tutti i paesi le previsioni si mostravano sempre ottimistiche. Il 30 giugno Arthur Nicolson, il più alto funzionario al Foreign Office, scrisse all'ambasciatore britannico a San Pietroburgo:
Nel frattempo in Austria i ministri discutevano su quali misure dovessero adottare contro la Serbia e solo il conte Tisza sembrava covare profetici dubbi:
Le incertezze del primo ministro ungherese, però, vennero presto messe in sordina di fronte al fatto che ulteriori indugi avrebbero solo peggiorato la situazione. Se l'Austria si fosse mostrata debole, avrebbe infatti rischiato di perdere la stima e l'appoggio della Germania.

### L'ultimatum

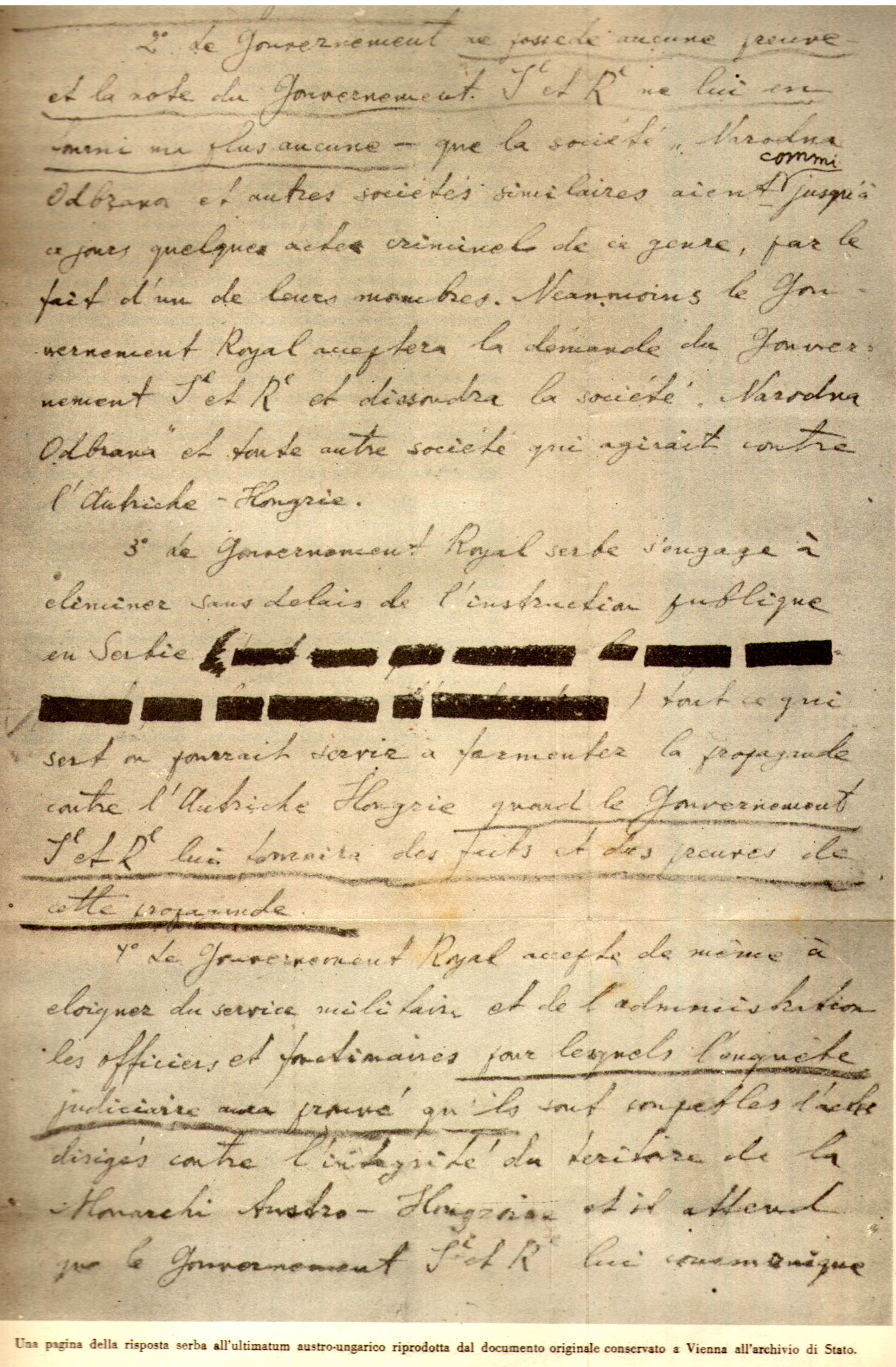
La pagina della risposta ufficiale serba in cui il governo di Belgrado trattava i punti 2), 3) e 4) dell'ultimatum austriaco.

Mentre Nicolson persisteva nel suo atteggiamento ottimista, scrivendo all'ambasciatore britannico a Vienna
proprio intorno al 9 luglio in Austria si cominciavano a muovere i primi passi per la redazione di un ultimatum da inviare al governo serbo. L'obiettivo consisteva nell'avanzare delle richieste talmente improponibili che il netto rifiuto serbo avrebbe inevitabilmente spinto l'Austria a dichiararle guerra. Le condizioni, definite a Vienna il 19 luglio, erano rappresentate in quindici punti, alcuni dei quali violavano palesemente l'indipendenza serba. Oltre alla repressione di qualsiasi forma di propaganda antiaustriaca, l'ultimatum chiedeva che il governo serbo condannasse i militari implicati nell'attentato, che promettesse la cessazione delle ingerenze in Bosnia ed esigeva l'esonero di qualsiasi funzionario serbo nonché la nomina di funzionari austriaci nei posti di potere.
Il 21 luglio, dietro spinta dei propri ministri, Francesco Giuseppe diede l'assenso alle condizioni poste, dichiarando:

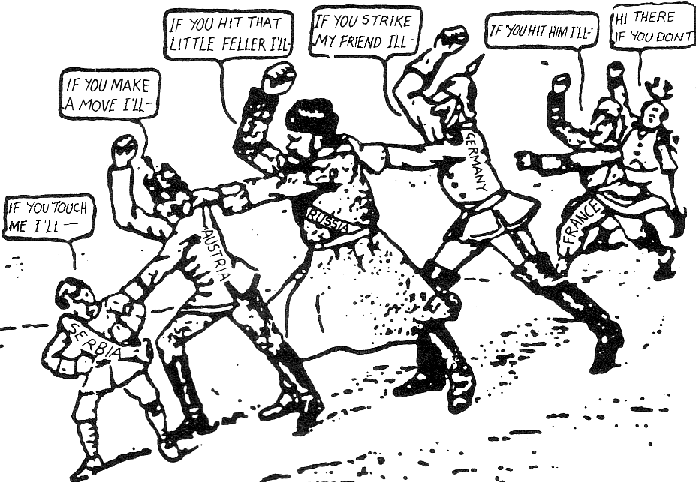
In questo fumetto satirico, chiamato "La catena delle alleanze", viene chiaramente mostrato come il precario equilibrio europeo potesse crollare a causa dei fitti rapporti che si erano instaurati tra le potenze.

L'ultimatum venne consegnato alle ore 6 di mattina del 23 luglio ponendo come termine massimo 48 ore. Il giorno successivo il governo tedesco avvia la propria politica offensiva trasmettendo ai governi di Russia, Francia e Gran Bretagna delle note diplomatiche che definivano le richieste austriache "moderate e giuste", aggiungendo, a mo' di minaccia, che "ogni interferenza" avrebbe portato ad incalcolabili conseguenze. Due minuti prima della scadenza delle 48 ore, la risposta serba venne consegnata all'ambasciatore austriaco, barone Giesl, che, senza averla neanche letta, secondo gli ordini ricevuti, lasciò in treno Belgrado. Tre ore dopo cominciava la parziale mobilitazione delle forze austriache sul fronte serbo. Il 24 luglio, d'altro canto, il consiglio dei ministri russo decise di mobilitare in segreto tredici corpi d'armata pronti a iniziare l'offensiva contro l'Austria in nome del panslavismo.
In realtà la Serbia, su consiglio dell'Intesa, aveva risposto abilmente alle brusche richieste austriache accettandole tutte, a eccezione dei punti che violavano manifestamente l'indipendenza serba. Nonostante a Vienna ed a Berlino non si tenesse conto di questa svolta continuando a percorrere la linea politica già predisposta, l'accondiscendente risposta della Serbia mutò radicalmente la situazione. Di fronte alla nuova situazione, solo il 27 luglio il cancelliere del Reich Bethmann Hollweg decise di cambiare strategia politica e, seguendo i consigli del governo britannico, esortò l'Austria-Ungheria alla moderazione spingendola ad avviare trattative bilaterali con la Russia. Lo stesso Guglielmo II dopo aver letto la nota serba pare che abbia esclamato:
Ormai, però, i "giochi erano fatti" e l'Europa si era avviata verso una strada senza uscita. Tutte le grandi potenze avevano cominciato a dare le prime disposizioni militari (persino in Gran Bretagna il generale Horace Smith-Dorrien aveva ordinato di presidiare "tutti i punti vulnerabili" nel sud del paese) e alle ore 12 del 28 luglio l'Austria dichiarò ufficialmente guerra alla Serbia. La mobilitazione totale avviata il 29 luglio, diede inizio al "fatale automatismo delle mobilitazioni" che nel giro di poco tempo avrebbe spinto tutte le nazioni europee nell'inesorabile vortice di una guerra totale.